# Кирово-Чепецк
Ки́рово-Чепе́цк (в разговорной речи часто — Чепецк) — город в Кировской области России. Административный центр Кирово-Чепецкого района, в состав которого не входит. Образует городской округ город Кирово-Чепецк.
Располагается на месте впадания реки Чепцы в Вятку, в 22 км к юго-востоку от города Кирова. Входит в Кировскую агломерацию.
Второй по численности населения город Кировской области. Статус города с 1955 года.
Крупный центр химической промышленности.

## Название
Непосредственно название Кирово-Чепецк произведено от названия преобразованного в город рабочего посёлка Кирово-Чепецкий, основанного при строительстве теплоэлектростанции, получившей в августе 1935 года наименование Кирово-Чепецкой. Часть Кирово- имеет как географическое значение (принадлежность территории строительства к Кировскому краю), так и мемориальное (в память С. М. Кирова). Часть Чепецк произведена или непосредственно от гидронима Чепца, этимология которого неясна и имеет несколько вариантов, или от названия располагавшегося в районе строительства и позже вошедшего в черту города села Усть-Чепецкого (Усть-Чепца).
До получения статуса города, в 1954 году, исполком Просницкого райсовета ходатайствовал о присвоении посёлку наименования Герцен (в честь А. И. Герцена, находившегося в вятской ссылке), но это предложение не было поддержано.

## История
В окрестностях города находят стоянки людей эпохи мезолита — VII тысячелетия до нашей эры. Местность начала заселяться древнерусским населением ещё в XII веке. 1405 годом датируется первое известие о поселении русских людей на устье Чепцы. В тот момент эта территория входила в состав независимой Вятской республики. В 1489 году поселение входит в состав Русского государства. В исторических документах XVIII века записано село Усть-Чепецкое, в обиходе Усть-Чепца.
В 1873 году крестьянин Андрей Бровцын открыл в Усть-Чепце спичечную фабрику, вскоре ставшую второй по величине в Вятской губернии.
Установление советской власти в Усть-Чепце произошло в декабре 1917 года.
В 1935 году СНК СССР принял решение о строительстве Кировской теплоэлектростанции. Для обеспечения её топливом началась разработка торфа в междуречье Чепцы и Вятки, в посёлке Каринторф. Для доставки торфа к ТЭЦ в посёлок была проведена Каринская узкоколейная железная дорога.
В 1938 году было начато строительство химического завода в составе формирующегося промышленного узла в устье реки Чепцы. История посёлка и города неразрывно связана с крупнейшим в Европе Кирово-Чепецким химическим комбинатом, ставшим градообразующим предприятием, на котором была занята основная часть работающих жителей города, и определяющим образом воздействовавшего на городскую инфраструктуру. В 1941 году началась эксплуатация железнодорожной линии Бумкомбинат — Чепецкая.
13 марта 1942 года Указом Президиума Верховного Совета РСФСР населённый пункт был причислен к категории рабочих посёлков с присвоением наименования Кирово-Чепецкий.
В 1946 году было принято решение о включении предприятия, получившего позже название: Кирово-Чепецкий химический завод, в программу создания "советской атомной бомбы, а именно в решение задачи промышленного производства гексафторида урана, необходимого для обогащения урана. В 1951 году предприятие первым начало наработку лёгкого изотопа лития 6Li, необходимого для создания термоядерного оружия.
28 марта 1955 года рабочий посёлок Кирово-Чепецкий преобразован в город Кирово-Чепецк, с отнесением в его черту села Усть-Чепца и нескольких окрестных деревень: Деветьярово, Голодный Починок.
С 1960 года город — центр Кирово-Чепецкого района. С 1961 года город областного подчинения.
В 1972 году основано крупное электромашиностроительное предприятие по производству коммутационной аппаратуры для гражданской авиации (ныне ПАО "Электромашиностроительный завод «Вэлконт»).
Важным этапом в истории города явилось начатое в 1973 году строительство завода минеральных удобрений (ЗМУ), химического гиганта по выпуску азотных и сложных минеральных удобрений.

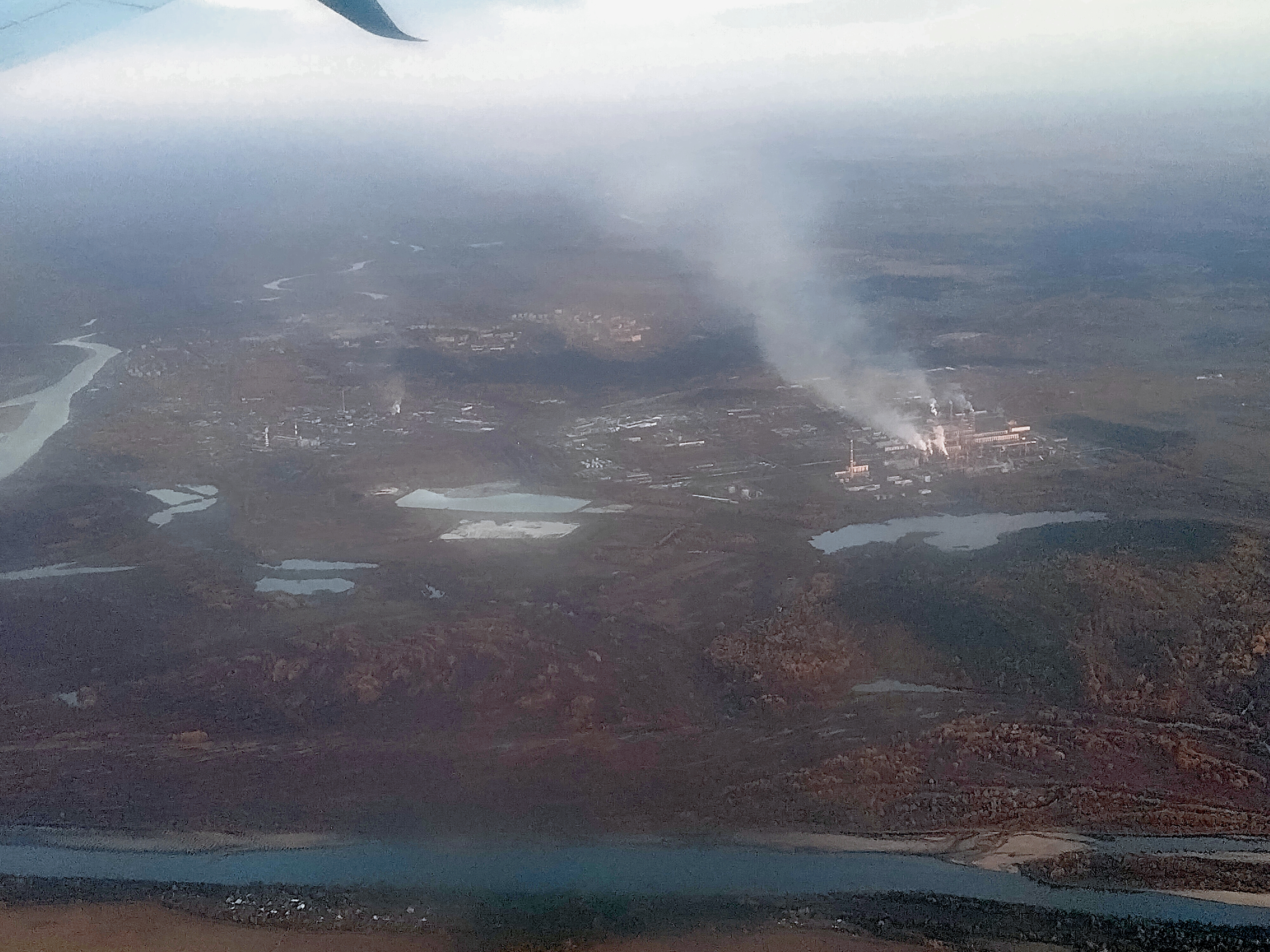
Кирово-Чепецк с воздуха

В 1990 году город был расширен за счёт присоединения посёлка Каринторф. В 1993 году в состав города вошли пригородные населённые пункты: деревни Ганинская, Поповщина, Стародумово, Злобино, Гарь, Боёво, Утробино, Северюхи, железнодорожный разъезд Боёво, часть посёлка Пригородный. В 1994 году численность населения города достигла максимального значения 100 тысяч человек.

## География
Кирово-Чепецк находится в часовой зоне МСК (московское время). Смещение применяемого времени относительно UTC составляет +3:00.

### Рельеф

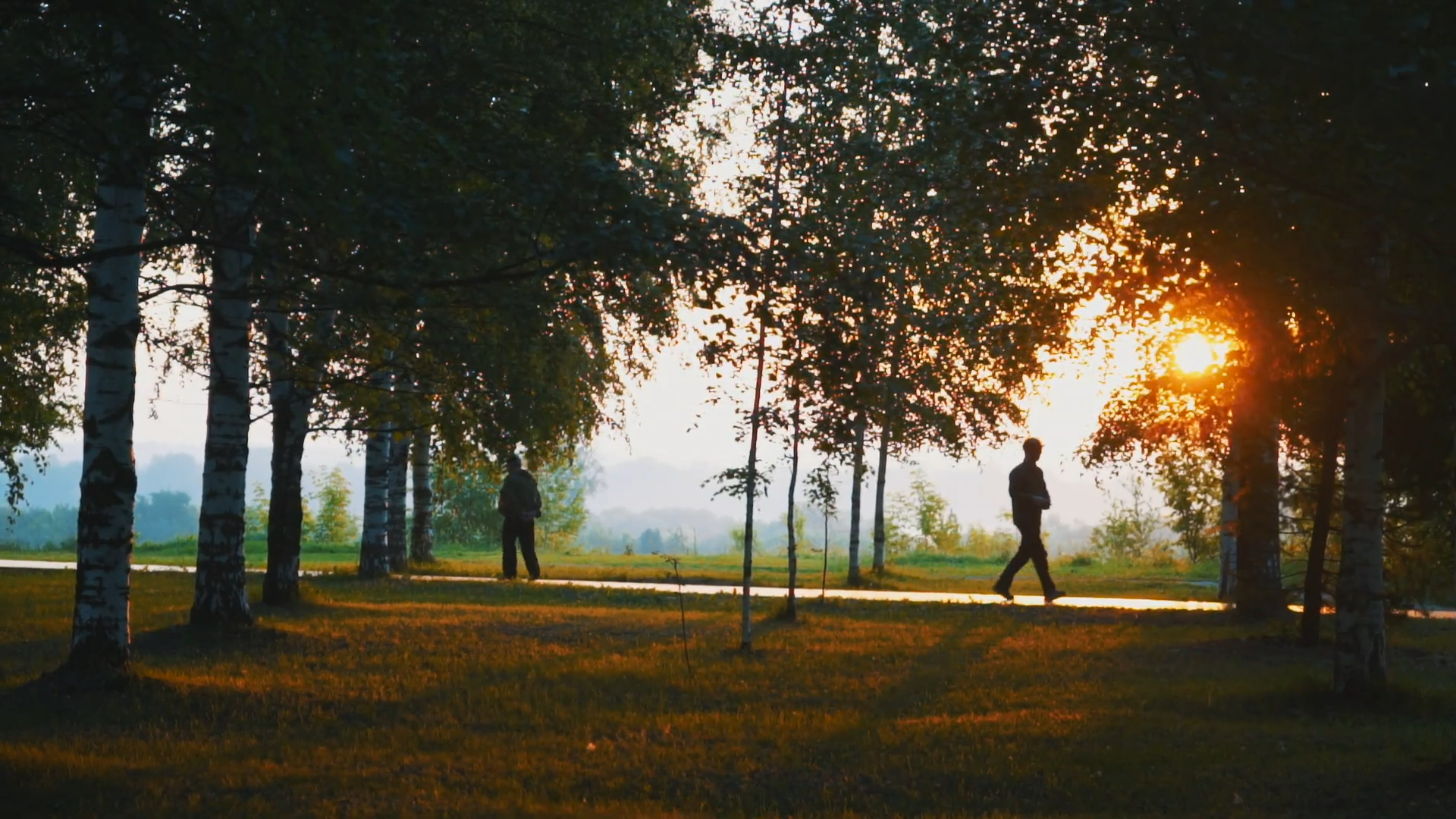
Набережная реки Вятки

Город расположен на Русской равнине в месте рассечения Верхнекамской возвышенности долиной рек Вятки и Чепцы, на левых крутых берегах которых находится основная часть города (другая часть в их междуречье), в Средневятской (Кировской) низменности, на нескольких крупных холмах.

### Климат

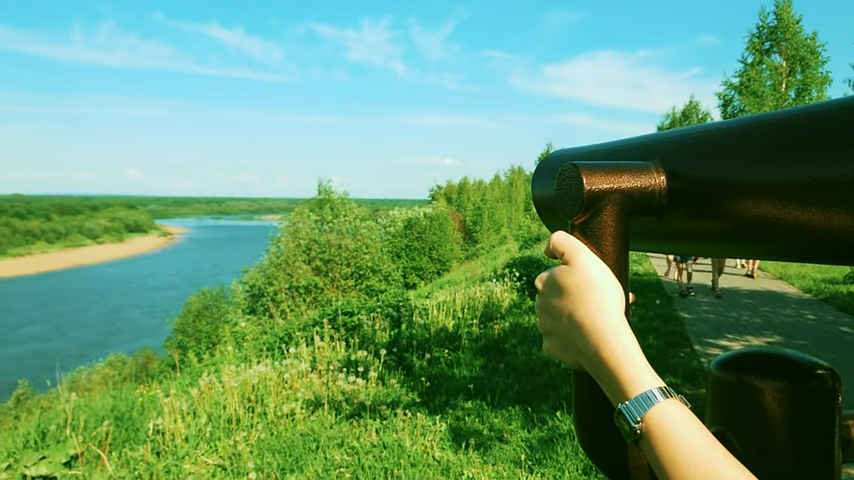
Набережная реки Вятки

Климат умеренно континентальный. Близость к Северному Ледовитому океану обуславливает возможность вторжения холодного воздуха. Отсюда сильные морозы зимой, заморозки и резкие похолодания в летние месяцы.
Средняя многолетняя температура января: −14… −14,5 °C, июля: +17,5…+18 °C. Абсолютный максимум температуры достигает +36…+37 °C, абсолютный минимум: −50… −53 °C. Среднегодовая температура воздуха: +2,4 °C.
В среднем за год относительная влажность воздуха 75-79 %. С октября по февраль средние месячные значения влажности: 81-89 %. В переходные месяцы года (март, сентябрь) она колеблется от 74 % до 85 %. Наиболее сухой воздух с влажностью 61-68 % бывает в мае — июне.
Территория относится к зоне достаточного увлажнения. Осадки идут каждый второй день. В среднем за год выпадает 620—680 мм, из них 60-70 % приходится на тёплое время года.
Преобладают юго-западные и южные ветры. Средняя годовая скорость ветра достигает 3-5 м/с. Летом ветры слабее, исключая шквалы) осенью увеличиваются и в холодное время достигают максимума. Ветер обычно порывистый. Порывы изредка достигают 30-40 м/с, иногда более.
| Показатель                            | Янв.  | Фев.  | Март | Апр. | Май  | Июнь | Июль | Авг. | Сен. | Окт. | Нояб. | Дек.  | Год |
| ------------------------------------- | ----- | ----- | ---- | ---- | ---- | ---- | ---- | ---- | ---- | ---- | ----- | ----- | --- |
| Средняя температура, °C               | −12,2 | −11,5 | −5,8 | 2,3  | 10,5 | 16,5 | 18,6 | 15,1 | 9,5  | 2,3  | −6,7  | −11,2 | 2,4 |
| Источник: NASA. База данных RETScreen |       |       |      |      |      |      |      |      |      |      |       |       |     |

### Гидрография

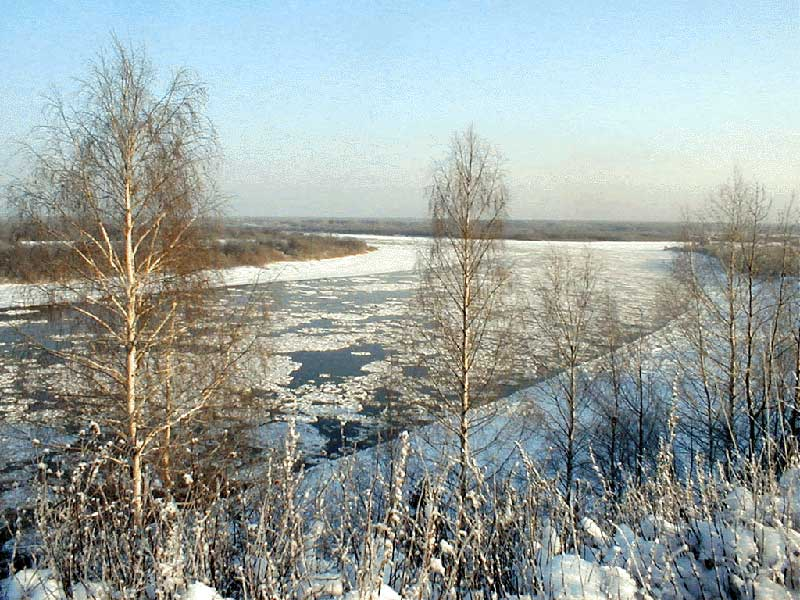
Место впадения Чепцы в Вятку.

Помимо образующих северную границу города рек Вятки и её левого притока Чепцы, в нежилой части города протекает река Елховка, правый приток Большой Просницы (бассейн Вятки). В поймах Вятки и Чепцы многочисленные старичные озёра. Кроме того, по южной окраине микрорайона Каринторф протекает река Бузарка (правый приток Чепцы), соединённая с обширной сетью мелиоративных каналов, проложенных на торфяниках болота Большое Каринское.
Существовавший молевой сплав леса по реке Вятке прекращён в 1980-е годы, плотовой сплав — в начале 1990-х.

### Почвы, растительность и животный мир
Территория города входит в Камско-Печерско-Западноуральскую подпровинцию Уральско-Западносибирской провинции Европейской таёжной хвойнолесной области, в подзоне южной тайги. Сохранились значительные пихтово-еловые и сосновые леса, расположенные отдельными участками повсеместно в городской черте.

### Экология
Наличие в городе крупных химических производств несёт большую экологическую нагрузку на его природную среду и среду обитания человека. В утверждённом в 2007 году «Перечне потенциально-опасных и критически важных объектов Кировской области», в который включено 65 объектов, входят 2 химически опасных объекта Кирово-Чепецка 3-го класса опасности: завод минеральных удобрений и завод полимеров.
Ситуация на действующих производствах
ЗМУ КЧХК добился максимальной чистоты сточных вод и снизил водопотребление, организовав замкнутый водооборот. На предприятии заработали новая система водоочистки и установка нейтрализации кислых и щелочных стоков. Взвешенные вещества, попадающие в водозабор из реки, в виде твёрдых отходов вывозятся на специальный полигон, а вода вновь подаётся в производство для приготовления регенерационных растворов. Ведётся реконструкция газоочистного оборудования, в результате чего уровень очистки воздуха должен превысить 99 % (максимальный показатель в мире).
На Заводе полимеров реализуется проект по переводу производства хлороформа с этилового спирта на природный газ (метан). Метановая технология вошла в программу социально-экономического развития области. 8 декабря 2010 года состоялись первые публичные слушания и обсуждения о возможных последствиях внедрения новой технологии на окружающую среду. При реализации проекта ликвидируются выбросы в атмосферу хлористого этила, этилового спирта, хлораля, диоксида азота, сброс в водные источники сточных вод, загрязнённых нитритами и нитратами, прекращается закачка загрязнённых солями хлоруксусных кислот вод в глубинные горизонты. Реализация проекта позволит закрыть полигон подземного захоронения.
Захоронения опасных веществ
От атомного проекта Советского Союза в городе остались закрытые объекты производства тетрафторида и гексафторида урана, хранилища радиоактивных отходов, шламонакопители. Около 70 га территорий в производственной, санитарно-защитной зонах подверглись радиационному загрязнению ураном-238, плутонием-239, цезием-137, стронцием-90. Процессы выноса радионуклидов в паводковые периоды с загрязнённых территорий нижнего течения реки Елховки и озера Просного практически не исследовались до настоящего времени.
В 2010 году госкорпорацией «Росатом» разработана концепция вывода из эксплуатации радиационно опасных объектов Кирово-Чепецкого отделения филиала «Приволжский территориальный округ». Планируется осуществить демонтаж оборудования цеха 93 КЧХК, разборку зданий, их дегазацию, рекультивировать почву на загрязнённых территориях и провести захоронение собранных отходов; законсервировать хранилища радиоактивных отходов и шламонакопители без извлечения отходов с созданием дополнительных инженерных барьеров безопасности.

## Население
| 1876    | 1954    | 1955    | 1959    | 1967    | 1970    | 1973     | 1976    | 1979    | 1982    |
| ------- | ------- | ------- | ------- | ------- | ------- | -------- | ------- | ------- | ------- |
| 660     | ↗14 516 | ↗16 000 | ↗28 726 | ↗43 000 | ↗50 994 | ↗56 000  | ↗65 000 | ↗71 498 | ↗78 000 |
| 1986    | 1987    | 1989    | 1991    | 1992    | 1993    | 1994     | 1996    | 1998    | 2000    |
| ↗89 000 | →89 000 | ↗92 382 | ↗98 000 | ↗99 000 | ↗99 400 | ↗100 000 | ↘93 600 | ↘92 400 | ↘91 100 |
| 2001    | 2002    | 2003    | 2005    | 2006    | 2007    | 2008     | 2009    | 2010    | 2011    |
| ↘90 200 | ↗90 303 | ↘90 300 | ↘88 300 | ↘87 200 | ↘86 000 | ↘84 900  | ↘83 906 | ↘80 921 | ↘80 653 |
| 2012    | 2013    | 2014    | 2015    | 2016    | 2017    | 2018     | 2019    | 2020    | 2021    |
| ↘78 635 | ↘77 166 | ↘75 963 | ↘75 002 | ↘74 134 | ↘73 279 | ↘72 071  | ↘70 722 | ↘69 835 | ↘66 651 |
| 2025    |         |         |         |         |         |          |         |         |         |
| ↘63 979 |         |         |         |         |         |          |         |         |         |

На 1 января 2025 года по численности населения город находился на 248-м месте из 1124 городов Российской Федерации.

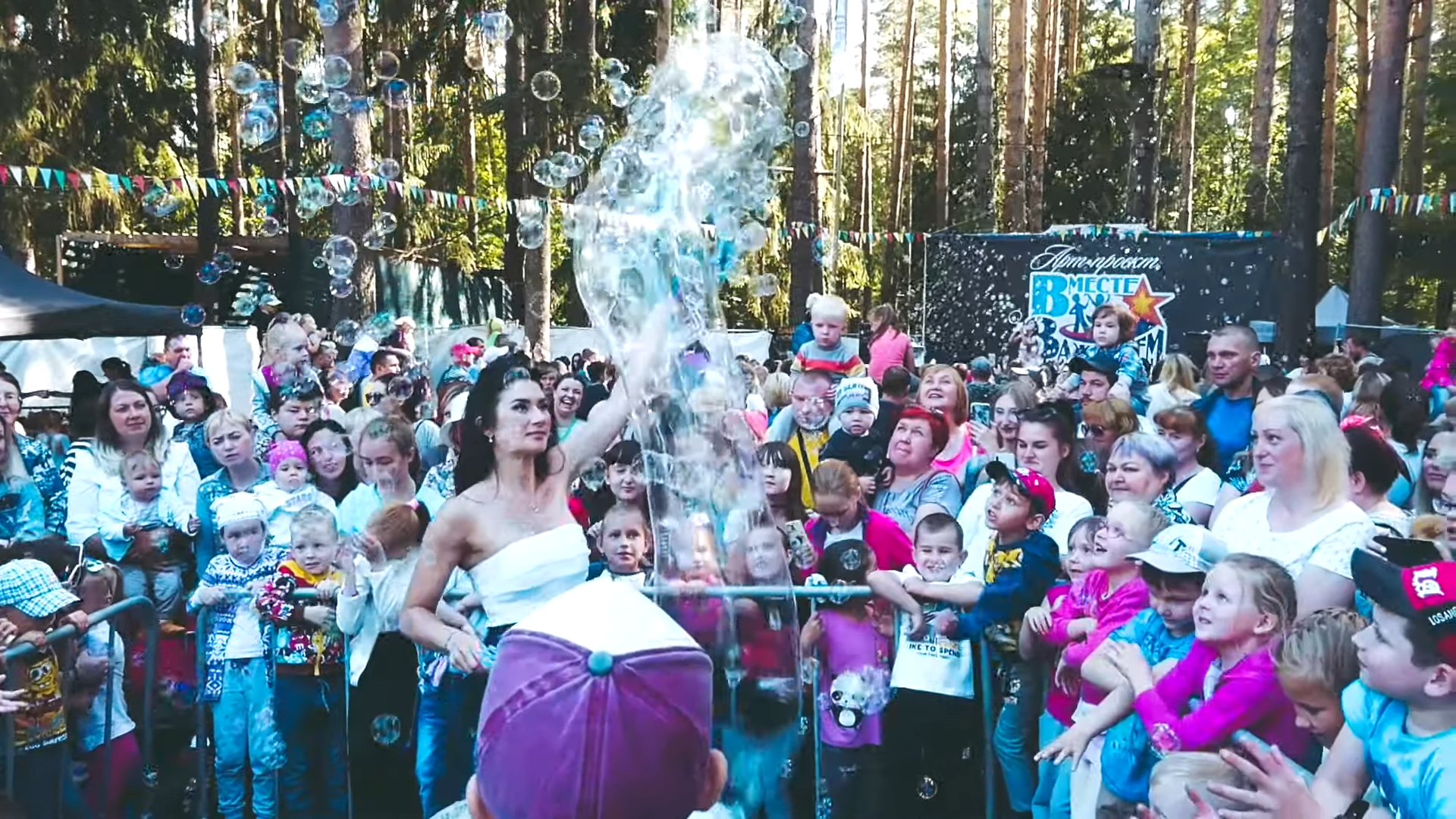
Городской праздник

Согласно переписи населения 2002 года, в городе проживали 90 303 человека. В трудоспособном возрасте находились 27 741 женщина и 30 412 мужчин. Большинство жителей города — русские (85 538) и лишь 4765 — лица других национальностей, среди которых преобладали татары (1465) и удмурты (1073).
Согласно отчёту за 2013 год, население города характеризуется следующими показателями:
- численность постоянного населения (среднегодовая) — 76 565 человек;
- количество родившихся — 879 человек, общий коэффициент рождаемости — 11,5 человек на 1000 населения;
- количество умерших — 1239 человек, общий коэффициент смертности — 16,2 человек на 1000 населения;
- миграция населения — прибыло 1381 человек, убыло 2224 человека, коэффициент миграционного снижения — 11 человек на 1000 населения;
- экономически активное население (возраст от 15 до 72 лет) в среднегодовом выражении — 42 738 человек;
- численность занятых в экономике (среднегодовая) — 40 318 человек;
- уровень общей безработицы — 5,7 %.

Его денежные доходы и расходы в тот же период составляли:
- доходы (всего) — 16 489,9 млн рублей;
- денежные доходы в расчёте на душу населения в месяц — 17 946,5 рублей;
- фонд начисленной заработной платы всех работников — 9328,3 млн рублей;
- среднемесячная заработная плата одного работника по крупным и средним предприятиям — 24 442,5 рублей;
- расходы и сбережения (всего) — 14 813,1 млн рублей;
- численность населения с денежными доходами ниже величины прожиточного минимума (6821,5 рублей) — 13,4 % от всего населения.

## Символика
Герб Кирово-Чепецка утверждён городской думой 7 июля 2004. В октябре 2004 года на заседании Геральдического совета при Президенте Российской Федерации герб Кирово-Чепецка внесён в Государственный геральдический регистр Российской Федерации под номером 1798.
Флаг Кирово-Чепецка утверждён городской думой 30 июня 2005. В настоящий момент его государственная регистрация не осуществлена.

## Органы власти

### Исполнительные и законодательно-представительные органы

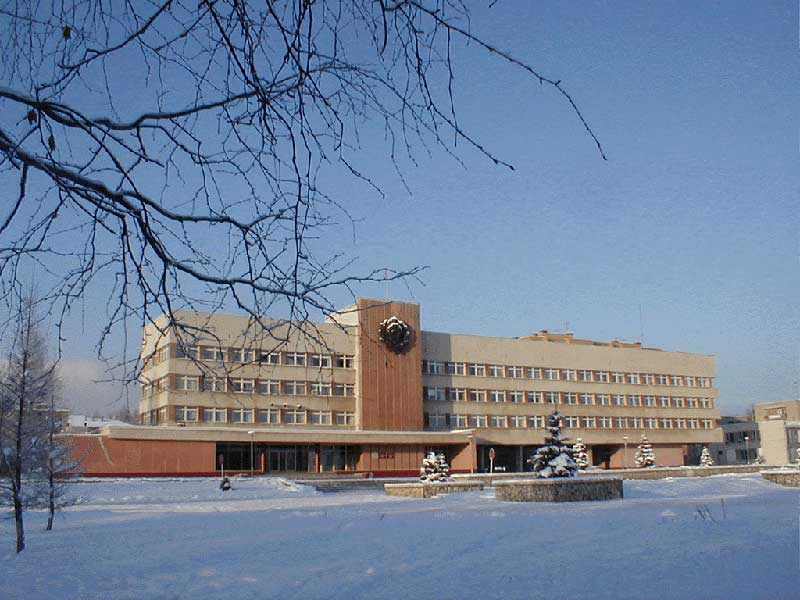
Здание органов муниципальной власти города и района.

- Представительный орган: Кирово-Чепецкая городская дума;
- Высшее должностное лицо: глава города — председатель Кирово-Чепецкой городской думы (Завьялов Сергей Валерьевич).
- Исполнительный орган: администрация городского округа город Кирово-Чепецк (глава администрации — Коваленко Станислав Викторович);

### Органы правопорядка
В 1949 году в рабочем посёлке Кирово-Чепецкий было создано подразделение МГБ СССР. Первым начальником стал И. А. Дурягин-Новиков.
29 августа 1955 года в составе Просницкого райотдела милиции организовано Кирово-Чепецкое городское отделение численностью 18 человек. Первым начальником отделения стал капитан милиции А. Я. Козлов. В середине 1961 года ГОМ становится отделом внутренних дел. В разные годы его возглавляли Н. Ф. Фомкин, В. В. Соколов, А. М. Журавлёв, С. А. Мышкин, А. П. Богданов, Г. П. Якимов, И. А. Казаков, А. А. Лопарев, В. А. Муравьёв, А. В. Надеев, Э. В. Купцов, А. В. Бахтин. Ныне руководителем Межмуниципального отдела МВД России «Кирово-Чепецкий» является О. В. Лучинин..
В разные годы прокурорами города являлись: В. М. Мельников, В. А. Фандюшин, П. П. Фещенко, С. И. Шуклин, А. Л. Окатьев, С. Г. Попов, А. А. Юмшанов, В. И. Демьянов, ныне городским прокурором является А. А. Волков.

### Наградная система города
Наградная система города Кирово-Чепецка включает в себя звание «Почётный гражданин городского округа город Кирово-Чепецк Кировской области», звание «Лауреат городской премии имени Якова Филимоновича Терещенко» и иные муниципальные награды.

## Планировка города

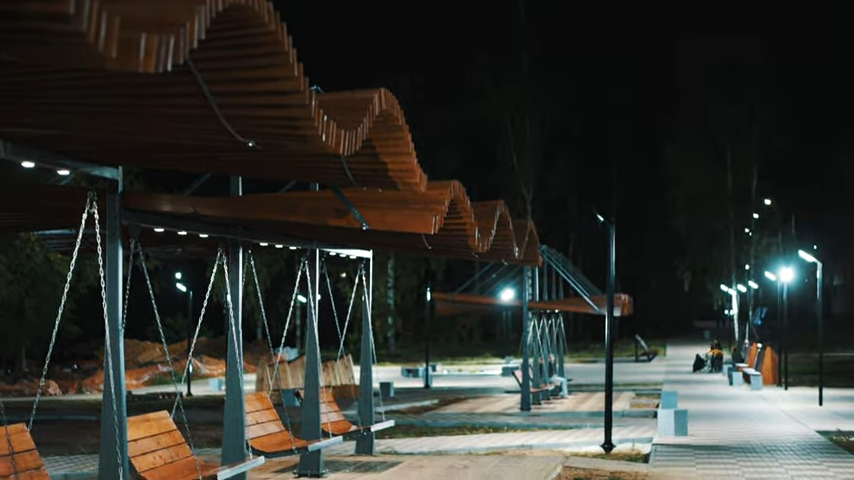
Современное благоустройство

История ряда улиц города восходит к населённым пунктам, вошедшим в его черту (посёлок Кирово-Чепецкий, село Усть-Чепца и т. д.). Ряд бывших населённых пунктов ныне образуют городские кварталы, некоторые — сохраняют прежнее наименование деревни, утратив статус населённого пункта.
Территория жилой застройки города разделена на микрорайоны, однако как топонимы в адресных регистрационной и почтовой системах используются лишь два из них — Каринторф (заречная часть города) и 21-й микрорайон.
Значительную часть центра города занимают здания сталинской архитектуры, в том числе типовые проекты для атомных городов. Спальные микрорайоны застроены хрущевками и брежневками.

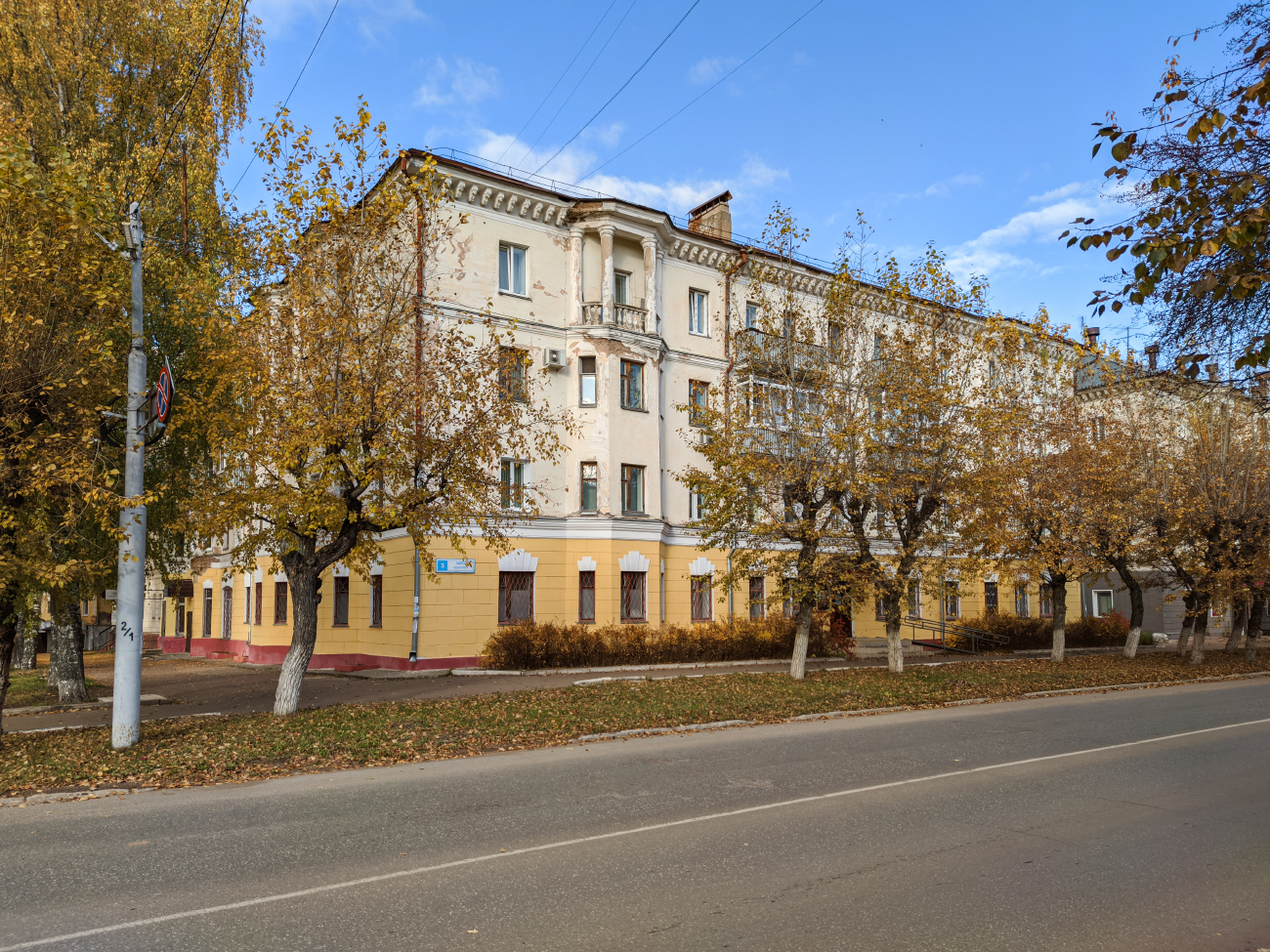
Дом сталинской архитектуры на проспекте Мира
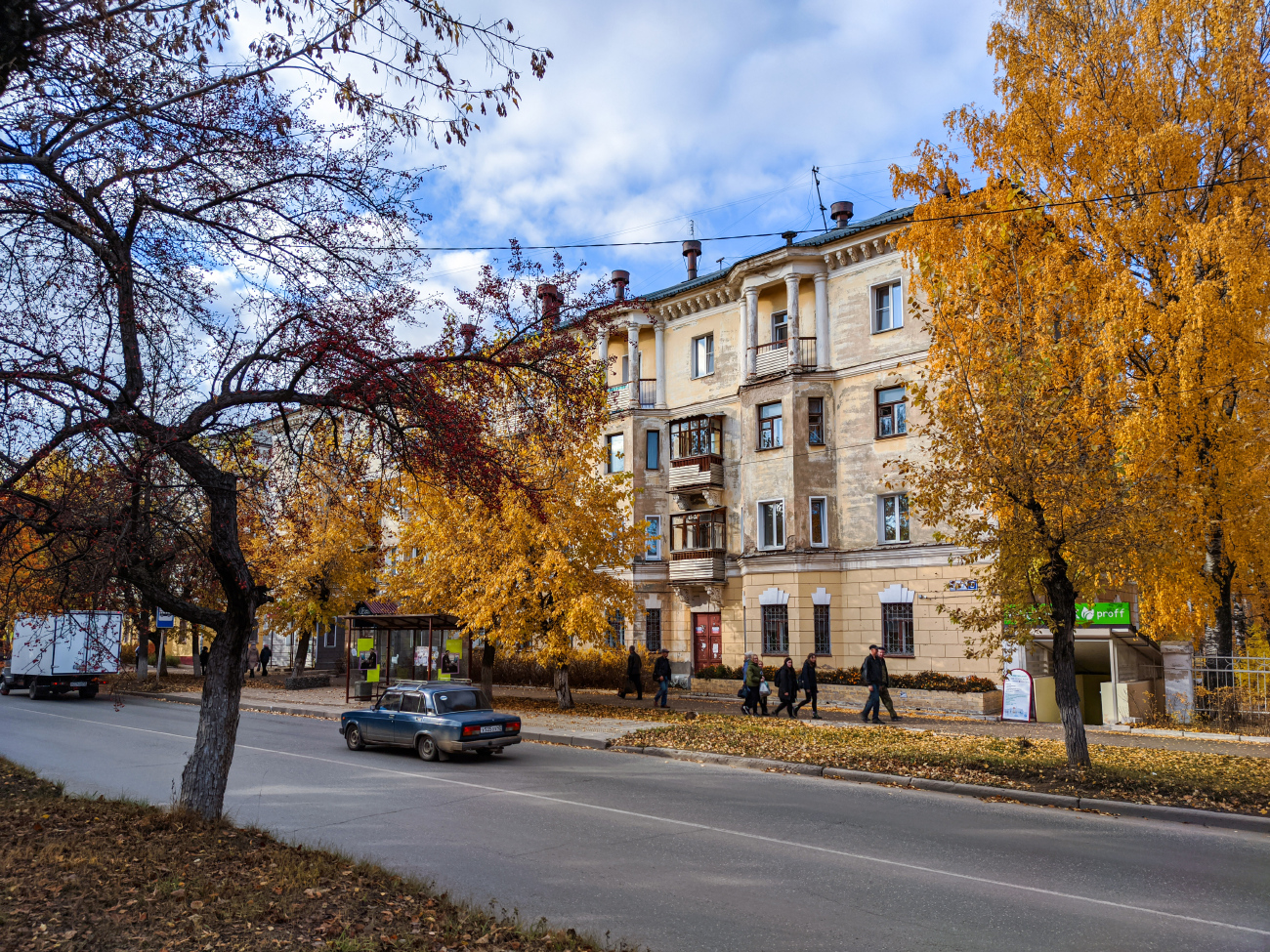
Дом сталинской архитектуры на проспекте Мира
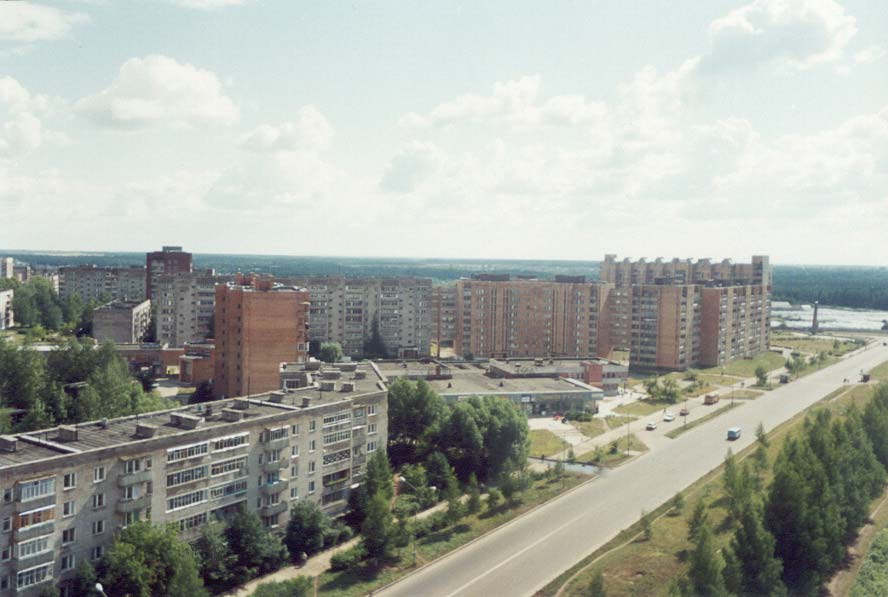
Улица Ленина (8-й микрорайон)
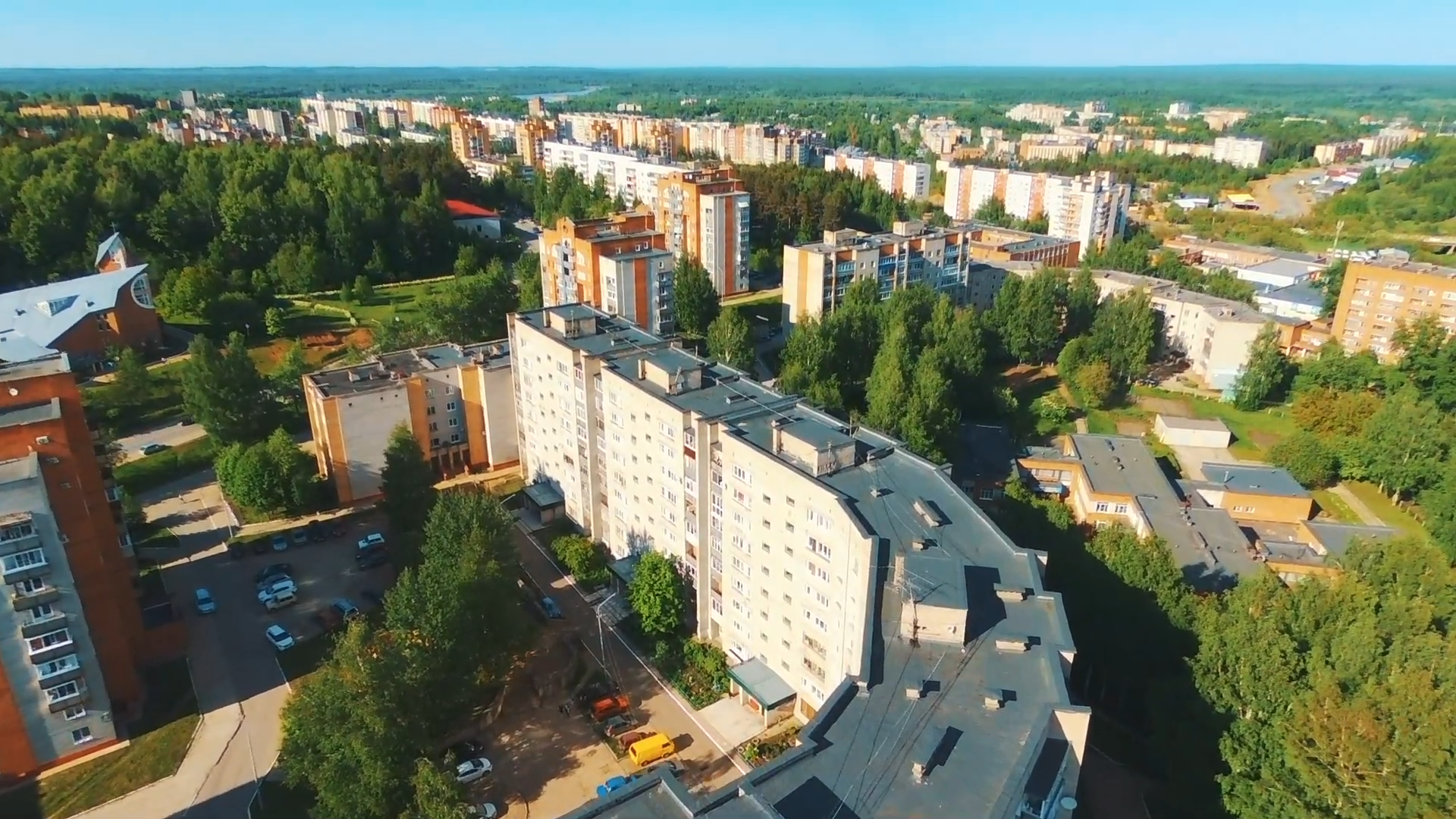
Улица Сосновая (7-й и 5-й микрорайон)

## Экономика
В структуре экономики города представлены следующие отрасли:
- промышленность — 71 %;
- торговля и общественное питание — 18 %;
- строительство — 5 %;
- жилищно-коммунальное хозяйство — 4 %;
- транспорт и связь — 1 %;
- прочее — 1 %.

На 1 января 2010 года в городе зарегистрировано 1136 малых и средних предприятий и 2329 индивидуальных предпринимателей (в их числе предприятия торговли — 44 %, обрабатывающих производств — 17,7 %, строительства — 10,8 %). Доля занятых в сфере малого предпринимательства по отношению к экономически активному населению по данным за 2008 год составила 33,2 %.
В 2013 году объём инвестиций в основной капитал предприятий города за счёт всех источников финансирования составил 3 365 853 тысяч рублей, в том числе за счёт собственных средств предприятий 2 827 332 тысяч рублей и за счёт средств бюджета — 148 212 тысяч рублей.

### Промышленность
Согласно отчёту за 2013 год, объём отгруженной продукции производственных предприятий Кирово-Чепецка составил 35 549,7 миллиона рублей. Финансовый результат прибыльных организаций промышленности составил 5833,4 миллиона рублей.
По объёму промышленного производства доли отраслей составляют:
- химическое производство — 66,6 %;
- производство и распределение электроэнергии, газа и воды — 9,9 %;
- производство мебели — 8,8 %;
- производство пищевых продуктов — 6,2 %;
- строительство — 5 %;
- производство машиностроения, резиновых и пластмассовых изделий — 3 %.
- целлюлозно-бумажное производство, издательская и полиграфическая деятельность — 0,9 %.

Химическая отрасль

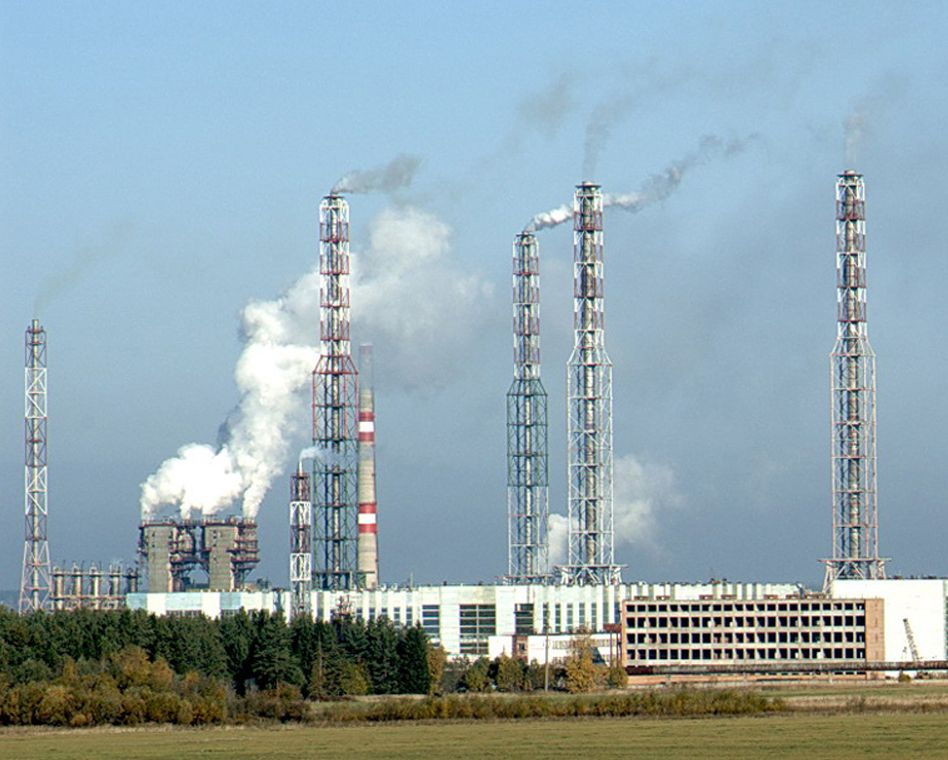
Завод минеральных удобрений

Предприятия химической отрасли остаются основой экономики города. Крупнейшие из них ведут свою историю от ОАО «Кирово-Чепецкий химический комбинат им. Б. П. Константинова», являвшегося градообразующим предприятием (реорганизовано в 2010 году). Продукция химического производства города обеспечивает почти половину объёма областного экспорта и составляют 22,3 % промышленной продукции обрабатывающих производств Кировской области.
- Завод минеральных удобрений (ЗМУ). В 1978 году на заводе был осуществлён выпуск первой гранулированной аммиачной селитры[67]. В 1985 году были получены первые гранулы азотно-фосфорного удобрения — азофоски[68]. В 2005 году ОАО ЗМУ КЧХК было выделено из состава КЧХК, а с 2007 года вошло в состав Объединённой химической компании «Уралхим». Производственная площадка занимает площадь 263 га[69].
- ООО «ГалоПолимер Кирово-Чепецк», выделено из КЧХК в 2003 году, с 2008 года входит в состав компании «ГалоПолимер», является крупнейшим производителем фторопластов в России (более 70 %) и единственным производителем специальных марок фторкаучуков, фторопластовых суспензий, фторированных жидкостей и смазок[70][71].
- ООО «Кирово-Чепецкий завод „Агрохимикат“» — производственное подразделение Кирово-Чепецкой химической компании (основана в 1997 году[72][73]), крупный производитель химических средств защиты растений (пестицидов), протравителей семян, фунгицидов, гербицидов, инсектицидов[74].
- ООО «Орбита СП» — производитель широкого ассортимента зубной пасты (торговые марки «Жемчужная» и «Stomatol»), пеномоющих средств и кремов, в том числе частных марок косметической и гигиенической продукции («private label»)[75].

Машиностроение, приборостроение, металлообработка
Основу машиностроительной отрасли Кирово-Чепецка составляют предприятия химического машиностроения и электромашиностроения.
- ПАО "Электромашиностроительный завод «Вэлконт» (от «вятский электрический контакт») — крупный производитель коммутационной аппаратуры для авиации, продукция которого применяются на большинстве летательных аппаратов, разработанных авиационными конструкторскими бюро Антонова, Бериева, Ильюшина, Камова, Миля, Микояна, Сухого, Туполева и Яковлева[76]; производитель микроэлектронной техники на основе тонко- и толстоплёночной технологии, автоэлектроаппаратуры[18]. Предприятие создано в 1970-х годов как филиал Кировского электромашиностроительного завода им. Лепсе[77], с 1993 года имеет современное название[78][79][80].
- ООО «Союзхиммаш» — инжиниринговое предприятие по разработке, производству и монтажу колонного и ёмкостного оборудования для химической и нефтехимической промышленности[81].
- ООО «Первый фторопластовый завод» — крупнейшая в России и СНГ компания, производящая изделия из фторопластов, с номенклатурой выпускаемой продукции, содержащей более 1000 различных типов[82].
- ООО ПКП «МИТО» (Межрегиональное инженерно-техническое объединение) — инжиниринговое предприятие по разработке и производству заготовок, точных изделий и оборудования с проточной частью из фторопласта-4 и композиций на его основе (струйные и водоструйные насосы, клапаны, вентили, трубопроводы)[83].
- ООО «Эпотос-К» — разработчик и производитель модулей порошкового пожаротушения, электронных блоков и устройств автоматических систем обнаружения и тушения пожаров, линейных, аналоговых и дискретных термодатчиков, запасных частей для подвижного состава метрополитена[84].
- ПО «Родонит» — производитель различных уплотнений (кольца, манжеты, прокладки и др.) и поставщик промышленного оборудования и химстойких, изоляционных, утеплительных материалов[85].
- ООО «Термаль-М» — основано в 1996 году, ныне располагает мощностями по производству до 1 миллиона штук ТЭНов в год для электроплит, разморозки холодильных установок, для калориферов, водонагревателей и кипятильников[86].
- ООО «Гласис-3» — преемник опытного завода по производству технологической оснастки, созданного в 1972 году для обеспечения подведомственных предприятий штампами, пресс-формами и нестандартным технологическим оборудованием[87].

Производство медицинских изделий
- ООО «Специальное конструкторское бюро медицинской тематики» — предприятие по разработке и производству наукоёмких медицинских изделий. Создание в 1960-е годы уникального производства протезов клапанов сердца стало вехой в развитии отечественной кардиохирургии[88].

Производство строительных материалов и изделий
Промышленность строительных материалов развивалась одновременно с масштабным строительством промышленного узла и города.
- ОАО «Кирово-Чепецкий кирпичный завод» — основан в 2007 году. Завод находится в пригороде, является крупнейшим в регионе производителем облицовочного (керамического) кирпича (свыше 100 000 штук в сутки) с дилерской сетью, охватывающей десятки регионов России[89][90].
- ООО «Полиспен» — основанный в 2007 году производитель теплоизоляционного материала из экструзионного пенополистирола[91][92].
- ООО «Спецремстрой-К» — завод по производству пластиковых окон под торговой маркой «ТОП-окна»[93].
- ООО «Вяткаплитпром» — производитель древесноволокнистых плит.

Производство мебели
Производство мебели в городе началось в 1990-е годы и в настоящий момент осуществляется несколькими компаниями.
- OOО «МЦ5 Групп» (торговые марки «Möbel & Zeit» и «Формула дивана»)[94][95], ЗАО НПП «Ресурс» (Giulia Novars)[96], АО «Ресурс-мебель» («Соснова»), фабрика мягкой мебели DiWell, ООО «Вито Мебель» (Bono).

Пищевая индустрия
Пищевая индустрия города представлена несколькими специализированными производителями.
- ПАО «Городской молочный завод» — основан в 1963 году[97][98][99]. Выпускает молочные продукты под торговой маркой «Вятская Дымка»[100].
- ПАО «Кирово-Чепецкий хлебокомбинат» — основан в 1952 году, выпускает продукцию с ассортиментом более 140 наименований под торговыми марками «Чудохлеб» и «Косолапыч»[101][102][103].
- Мясоперерабатывающий завод «Абсолют» — основан в 2001 году[104][105][106].
- ООО «Морская гавань» — производитель (под торговой маркой «Чепецк-рыба») рыбы солёной, пряного посола, горячего и холодного копчения, вяленой, пресервов, рыбной продукции в вакуумной упаковке[107].

Лёгкая промышленность
Строительство в 1959 году швейной фабрики было согласовано с Кировоблисполкомом для трудоустройства женщин, переводимых из особо опасных производств КЧХЗ, связанных с радиоактивностью. Фабрика, ставшая филиалом швейного объединения «Заря», а затем получившая наименование «Витязь», стала основой для динамично развивающейся отрасли экономики города.
- ООО «Витязь-пром» — с 1962 года один из крупнейших в стране производителей мужских сорочек, ныне специализирующийся на выпуске верхней детской одежды[109].
- ООО ПКФ «Тонго» — производитель инвентаря, одежды, обуви для боевых видов спорта, гимнастики, атлетики под торговой маркой Tongo-sport[110].
- ООО «Торговля мехами» — основанный в 1993 году производитель дублёнок, головных уборов, воротников и аксессуаров из натурального меха под торговой маркой «Соболь», имеющий два фирменных меховых салона и торговых представителей во многих городах России[111].
- ООО «Нико» — производитель трикотажных изделий (спортивной и повседневной одежды, спецодежды)[112].
- ООО «Чепача» — предприятие по пошиву верхней одежды под торговой маркой «Чепача»[113].
- ООО «Фабрика обуви „Дельфин“» — производитель танцевальной и спортивной обуви под торговой маркой «Дельфин»[114].

Производство художественных изделий
- ООО «Азимут» — имеющее статус традиционного народного промысла на Вятке предприятие по художественной обработке лозы (плетению из ивового прута и ленты), успешно представляющее Вятский край на российских и международных выставках[115].
- ООО «Комтех» — гончарное производство, продукция под торговой маркой «Вятская керамика» поставляется в регионы России, а также за рубеж[116].

Нефтепродуктобеспечение
Розничные сети обеспечения ГСМ представлены тремя АЗС холдинга «Движение-Нефтепродукт» и двумя АЗС компании «Лукойл».
- Холдинговая компания «Движение-Нефтепродукт» основана в 1990 году[117]. Основным направлением компании остаётся нефтепродуктообеспечение: в её составе 86 АЗС, расположенных в Кировской (77), Нижегородской (3), Вологодской (2) областей и Республики Коми (4), и несколько нефтебаз[118][119].

### Строительство
Без создания мощной строительной отрасли было бы невозможным строительство крупного промышленного узла и города. Однако в последние десятилетия объём строительства минимален. В 2013 году ввод в эксплуатацию жилых домов составил 3827 м².
- ПАО «Кирово-Чепецкое управление строительства» (ОАО «КЧУС») — организация, созданная в соответствии с постановлением Совета Министров СССР от 11 октября 1946 для строительства Кирово-Чепецкого химического завода и города Кирово-Чепецка, одно из крупнейших строительных подразделений Минсредмаша, сохранившее разнопрофильность по всем видам строительства: промышленному, транспортному, гражданскому и жилищному, в настоящее время на него приходится свыше 10 % регионального объёма строительно-монтажных работ[120][121].

В разные годы его возглавляли:
- 1946—1948 годы — Лисица Даниил Иосифович;
- 1948 год — Канахистов Владимир Иванович;
- 1948—1951 годы — Н. Ф. Кириллов, В. Ф. Маслов;
- 1951—1965 годы — Трегубов Александр Петрович;
- 1966—1973 годы — Кашигин Сергей Борисович;
- 1973—1980 годы — Бабенко Николай Александрович;
- 1980—1983 годы — Булат Владимир Евгеньевич;
- 1983—2003 годы — Верба Александр Романович;
- с 2003 года — Кочуров Сергей Иванович.

- Строительная компания «Союз» — создана в 1997 году, в настоящее время крупнейший по объёмам строительства застройщик города с развитой базой производства строительных материалов и изделий (бетон, ЖБИ, столярные изделия)[123].
- ПАО «Север» — крупнейшее в ПФО электромонтажно-строительное предприятие, выполняющее полный комплекс работ[124].
- МСУ № 1, обособленное подразделение ПАО «Энергоспецмонтаж» — компании, специализированной на выполнении механомонтажных работ на строительстве атомных электростанций, опытно-промышленных установок, объектов теплоэнергетики и химических производств[125].
- ООО «МСУ № 1» — предприятие по монтажу объектов химического, машиностроительного, деревообрабатывающего производств, энергетики и сельхозпереработки[126][127].

### Энергетика

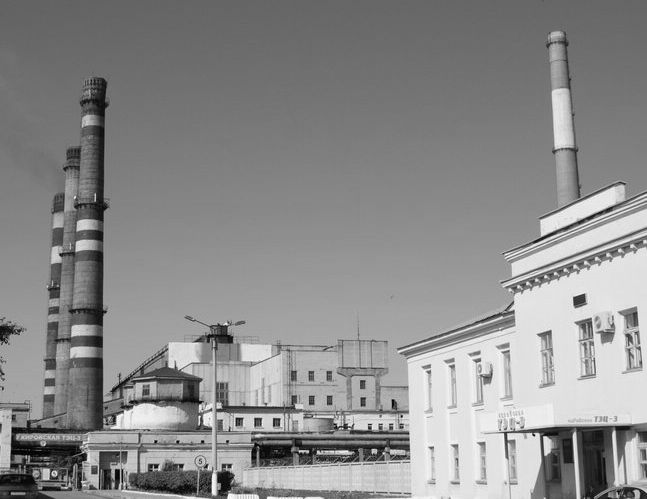
Кировская ТЭЦ-3

Основой энергетической и тепловой генерации в Кирово-Чепецке является Кировская ТЭЦ-3, давшая первый ток 6 ноября 1942. Её строительство, обусловленное наличием в междуречье Вятки и Чепцы больших залежей торфа, ставшего топливом для новой станции, послужило основой для последующего развития кирово-чепецкого промышленного района. В настоящий момент ТЭЦ-3 является подразделением ОАО «ТГК-5», её установленная электрическая мощность 149 МВт, установленная тепловая мощность 813 Гкал/ч.
В рамках реконструкции станции проводится монтаж современной парогазовой установки мощностью 230 мегаватт, что позволит в несколько раз увеличить производство электроэнергии со значительным снижением расхода топлива.
14 июня 2014 Федеральная сетевая компания сообщила о технологическом присоединении электроустановок Кировской ТЭЦ-3 с мощностью 230 МВт к Единой Национальной электрической сети, для чего была проведена реконструкция подстанций 500 кВ «Вятка» и 220 кВ «Чепецк».
В целом в энергосистему города входят несколько объектов отделения «Кировские магистральные электрические сети» ПАО «Россети»: электрические подстанции «Чепецк», «Азот-1», «Азот-2», «Азот-3», «Кристалл», связанные воздушными линями 220 кВ и 110 кВ.

### Коммунальное хозяйство
Водообеспечение
МУП «Водоканал» — организация, осуществляющая водоснабжение и водоотведение, создана 1 октября 1967 на базе одного из подразделений КЧХК. В 1974 году была введена 2-я очередь очистных сооружений канализации в посёлке ТЭЦ-3, в 1978 году — 2-я очередь водозабора в районе бывшей деревни Утробино.
Забор воды происходит из реки Чепца недалеко от её устья. Для обеспечения города питьевой водой в разных микрорайонах построены и функционируют 2 регулирующих узла с резервуарами чистой воды и насосными станциями. Водоотведение сточных вод из жилой и промышленной зон ведётся через 9 канализационных насосных станций и очистные сооружения биомеханической очистки. Сброс очищенных сточных вод производится в озеро Ивановское, затем в реку Вятку или через водную систему рек Елховка — Большая Просница и нескольких старичных озёр. Образующиеся в процессе очистки отходы (осадки) — до 7 тысяч тонн в год — обезвреживаются на иловых площадках и вывозятся на сельхозугодья как удобрение.
Износ системы составляет около 70 %, требуют замены 36 из 132 км муниципальных водопроводных сетей и 60 из 151 км канализационных.
Теплоснабжение
В настоящее время теплообеспечение города осуществляет ОАО «Кировская теплоснабжающая компания» (входит в «ТГК-5»).
Строительство наружных тепловых сетей от Кировской ТЭЦ-3 началось в 1950-х годах, первая теплотрасса длиной 2,6 километра обеспечивала теплом первый городской район Балезино. Параллельно с возведением жилья развивалась и система теплоснабжения города: охват теплофикацией составил 98,8 %, что стало одним из лучших показателей в России.
Электроснабжение
Кирово-Чепецкое межрайонное предприятие электрических сетей (МПЭС, обособленное подразделение ОАО «Коммунэнерго») — осуществляет эксплуатацию распределительных электрических сетей города, распределение электроэнергии и обслуживание сетей наружного освещения.
Газоснабжение

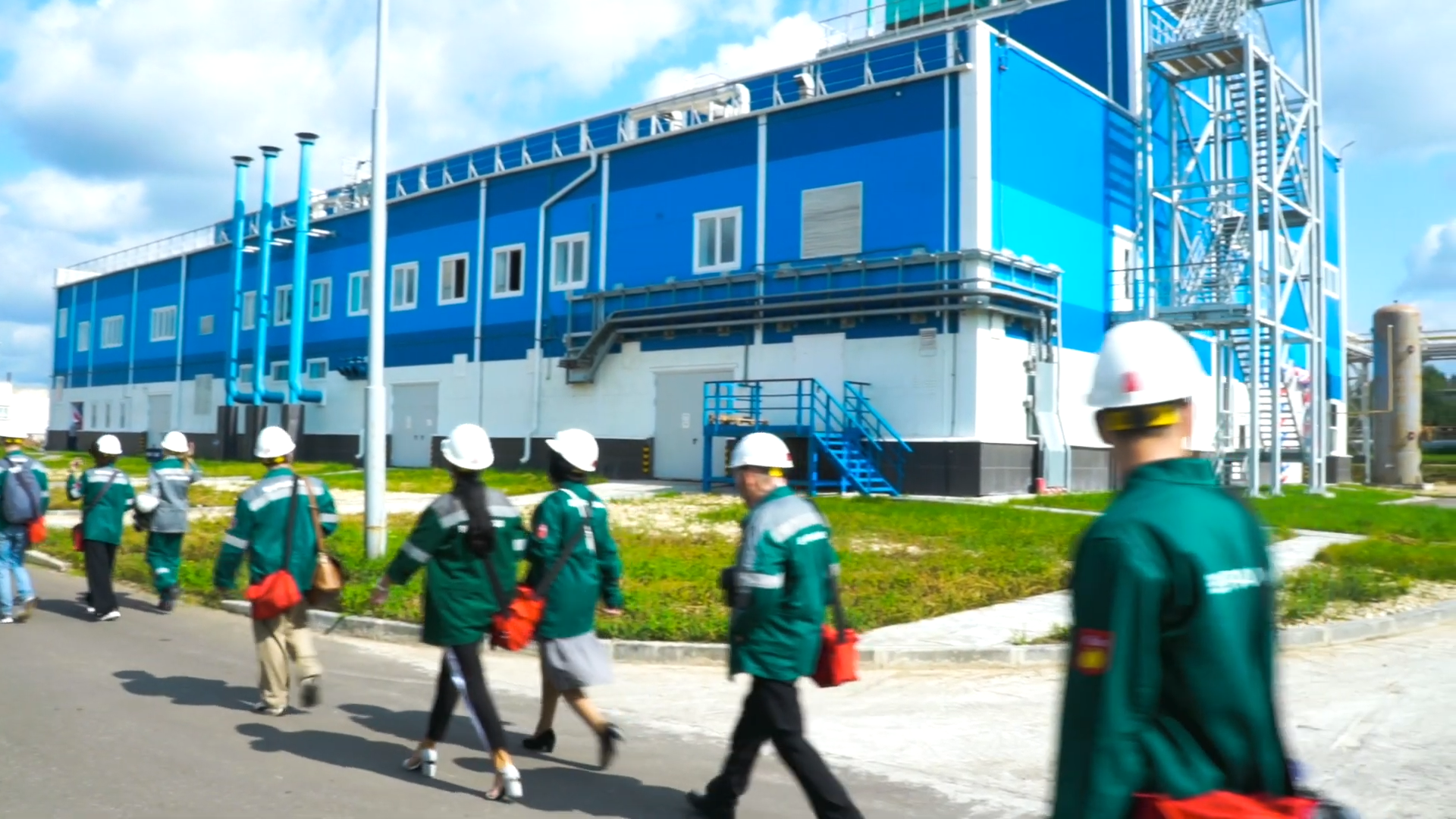
Завод «Криогаз»

Кирово-Чепецк — один из немногих городов области, газифицированный более чем на 98 %. Газ широко применяется как энергоноситель в котельных промышленных предприятий.
- Филиал АО «Газпром газораспределение Киров» занимается транспортировкой природного газа по газораспределительным сетям, техническим обслуживанием сетей и газового оборудования, реализацией сжиженного газа (пропан — бутан), в том числе для нужд автотранспорта. Филиал эксплуатирует 658 км газопроводов природного газа и 17 км газопроводов сжиженного газа. В его ведении 173 газорегуляторных пункта и 79 групповых резервуарных установок. Газифицировано более 64,5 тыс. квартир[140].
- ООО «Газпром межрегионгаз Киров» является оператором поставок природного газа. Газоснабжение потребителей города и района осуществляется от газопровода Оханск — Киров (являющегося отводом от магистрального газопровода Нижняя Тура — Пермь — Горький — Центр), с ГРС, которые обслуживает ООО «Газпром трансгаз Нижний Новгород». Этот газопровод в районе Кирово-Чепецка через перемычку закольцован с отводом магистрального газопровода Ямбург — Тула-2[141].

Управление жилым фондом
До 2000 года 85 % многоквартирных домов находились в ведении КЧХК.
После проведения реформирования жилищно-коммунального хозяйства, несмотря на создание в городе около 20 ТСЖ, основная часть многоквартирного жилого фонда управляется специализированными организациями (муниципальными или частными). Администрация города активно участвует в софинансировании капитального ремонта жилья и благоустройства придомовых территорий.
МУП «Коммунхоз»
Вопросы благоустройства города, содержание дорог, озеленение, содержание свалок, кладбищ, бань в советский период были в ведении многоотраслевого производственного объединения жилищно-коммунального хозяйства (МПО ЖКХ), с 2007 года — МУП «Коммунальное хозяйство».
Размещение и утилизация твёрдых бытовых отходов осуществляется на специализированном полигоне в районе пригородного посёлка Перекоп.

### Связь

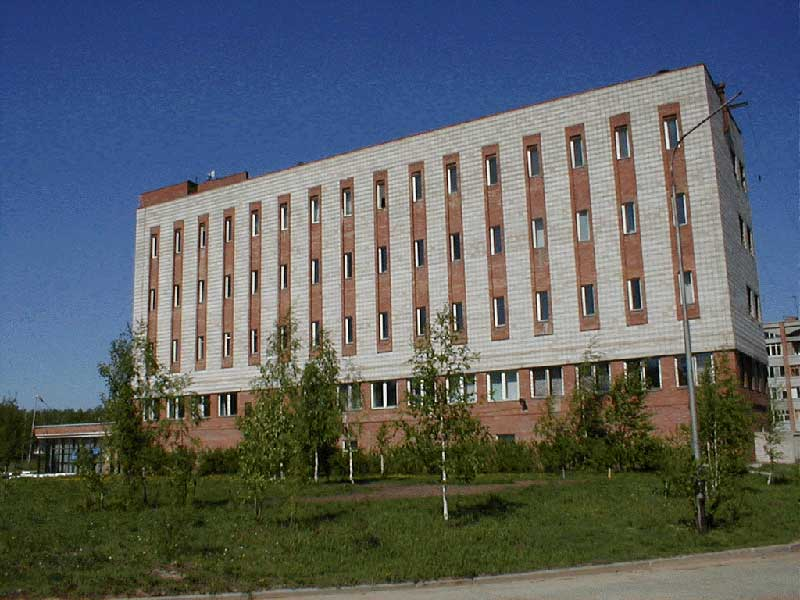
Узел электросвязи

Первое почтовое отделение открылось 5 октября 1935 года. В 1956 году началось строительство АТС, в здании которой (проспект Кирова, 16) ныне находится Кирово-Чепецкий почтамт УФПС Кировской области.
Основным оператором фиксированной телефонной связи и Интернет-провайдером является Кировский филиал ОАО «Ростелеком» (под торговой маркой «J»). Присутствуют Интернет-провайдеры МТС и «Новые информационные технологии» («НИТ»). Доступ в интернет также предоставляет «Ассоциация кабельного телевидения».
Работают операторы сотовой связи:
- стандарта GSM: «Билайн», «Мегафон», «МТС», «t2»;
- стандарта CDMA2000 (технология EV-DO) — «Скай Линк»;
- стандарта 3G: «Билайн», «Мегафон», «МТС», «T2»;
- стандарта 4G (технология LTE): «Мегафон», «МТС», «t2».

### Финансовый сектор

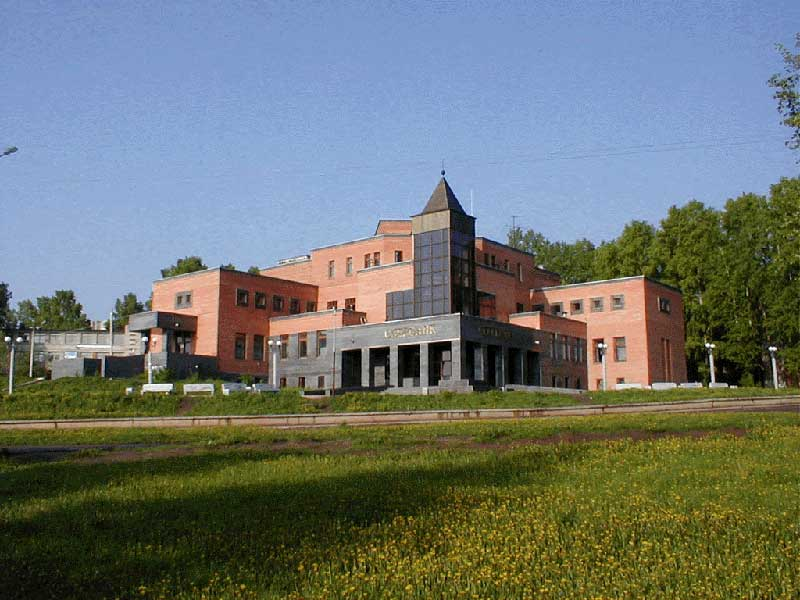
Отделение Сбербанка

Банковский сектор представлен отделениями и офисами «Сбербанка России», «ВТБ», «Россельхозбанка», «Росбанка», «Русский стандарт», «УБРиР» и некоторых других, а также преимущественно региональных — «Вятка-банка» и банка «Хлынов».
Страховые услуги предоставляют компании «Росгосстрах», «РОСНО», «ВСК», «Ингосстрах», «Югория», «РЕСО-Гарантия» и другие.

### Потребительский рынок
В 2013 году оборот розничной торговли по крупным и средним торговым предприятиям города составил 1969,2 млн рублей. В городе представлены федеральные торговые сети: продуктовые «Магнит», «Макси» «Пятёрочка», бытовой техники и электроники «DNS», «Эльдорадо», «Центр». Рыночная торговля организована на Центральном рынке и двух ярмарках выходного дня — в микрорайонах Боёво и Южный.

### Туризм

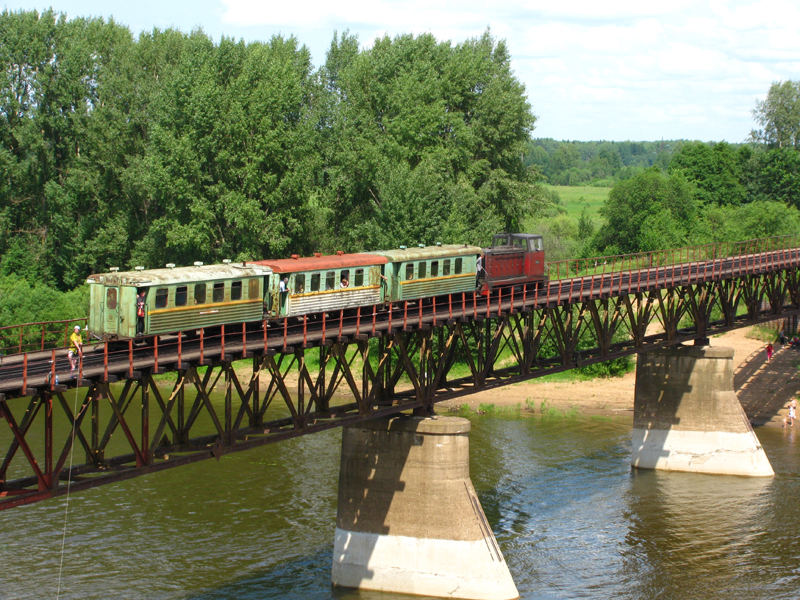
Состав на пути в Каринторф

Главной точкой притяжения туристов в городе является узкоколейная железная дорога, одна из немногих действующих в России. Она проходит через весь город, соединяя его основную часть с поселком Каринторф. Там стараниями местных энтузиастов был открыт Музей железной дороги, на территории которого представлено множество экспонатов железнодорожной техники.

### Бюджет
Решением Кирово-Чепецкой городской Думы от 28 ноября 2012 года № 15/84 были утверждены следующие основные характеристики бюджета муниципального образования «Город Кирово-Чепецк»:
- на 2013 год:
  - объём доходов в сумме 1005,2 млн рублей; объём расходов в сумме 1040,6 млн рублей; дефицит бюджета в сумме 35,4 млн рублей;
- на 2014 год и 2015 год:
  - объём доходов на 2014 год в сумме 1067,5 млн рублей и на 2015 год в сумме 1149,7 млн рублей; объём расходов на 2014 год в сумме 1101,6 млн рублей и на 2015 год в сумме 1179,2 млн рублей; дефицит бюджета на 2014 год в сумме 34,1 млн рублей и на 2015 год в сумме 29,5 млн рублей.

Тем же решением был установлен предельный объём муниципального долга:
- на 2013 год в сумме 100 млн рублей; на 2014 год в сумме 90 млн рублей и на 2015 год в сумме 70 млн рублей.

## Транспорт
Структура транспортной сети города обусловлена его географическим положением.
С севера и запада город ограничен Вяткой и Чепцой при отсутствии мостовых переправ через них (исключение составляет мост Каринской узкоколейной дороги и сезонная паромная переправа через Чепцу, не влияющие на общий характер транспортных условий).
С юга к городу подходит автомобильная дорога (построена в 1955—1959 годах), связывающая его с Кировом, с выходом на автодороги A119 «Вятка», Р159 Киров — Нижний Новгород, Р166 Киров — Слободской — Белая Холуница, Р169 Киров — Малмыж — Вятские Поляны. После Кирово-Чепецка автодорога выходит на восток (на города Зуевка, Глазов).
Ведётся строительство автодороги Киров — Котлас — Архангельск.
Рассматриваются варианты строительства моста через Чепцу для создания прямого коридора, связывающего юго-восточные районы области с федеральной автодорогой Санкт-Петербург — Екатеринбург в обход областного центра.

#### Междугородный транспорт
Автотранспортное предприятие города было создано в 1959 году. В 1971 году начал работать городской автовокзал.
Пригородные маршруты связывают город с Кировом и всеми значительными населёнными пунктами Кирово-Чепецкого района.
| №   | Пункт назначения | Примечание                                                          |
| --- | ---------------- | ------------------------------------------------------------------- |
| 103 | Киров (экспресс) | с 6.00 до 17.35 с периодичностью до 30 минут                        |
| 103 | Киров            | с 4.55 до 20.10 с периодичностью 15 минут                           |
| 206 | Ардашевский      | через: Просница, Полом, Филиппово, Каринка                          |
| 128 | Бурмакино        |                                                                     |
| 107 | Васькино         | через: Просница                                                     |
| 108 | Здравница        | через: Просница, Малый Конып                                        |
| 102 | Исаковцы         | через: Просница, Полом                                              |
| 124 | Ильинское        |                                                                     |
| 113 | Каркино          | расписание сезонное                                                 |
| 112 | Кирпичный завод  | расписание сезонное                                                 |
| 106 | Кузики           | через: Просница, Полом                                              |
| 127 | Лубягино         | через: Радужный                                                     |
| 110 | Марковцы         | через: Просница, Полом, Филиппово                                   |
| 129 | Пасегово         | через: Шутовщина                                                    |
| 120 | Просница         |                                                                     |
| 109 | Речное           |                                                                     |
| 209 | Селезениха       | через: Просница, Чуваши                                             |
| 105 | Фатеево          |                                                                     |
| 101 | Филиппово        | через: Просница, Полом                                              |
| 104 | Чуваши           | через: Просница, с заездом части рейсов в Здравницу или Малый Конып |

#### Внутригородской транспорт
Основной объём пассажирских автоперевозок в городе осуществляется автобусами. Маршруты обслуживают несколько перевозчиков, для координации и диспетчеризации их работы создано НП «Кирово-Чепецкие автоперевозчики». Реестр маршрутов регулярных перевозок:
| №  | Описание схемы маршрута | Количество автобусов на маршруте | Индексные маршруты  |
| -- | --- | -------------------------------- | ------------------- |
| 1  | КДП — ул. Заводская — Автовокзал — пр. Мира — ул. Луначарского — ООТ «пр. России» — ул. 60 лет Октября — ул. Ленина — пр. Мира — Автовокзал — ул. Заводская — КДП | 11                               | 1Т; 1ЖД, 14, 41     |
| 2  | КДП — Автовокзал — пр. Мира — ул. Ленина — ул. 60 лет Октября — ООТ «пр. России» — ул. Луначарского — пр. Мира — Автовокзал — ул. Заводская — КДП                 | 18                               | 24                  |
| 5  | КДП — Автовокзал — пр. Мира — ООТ Хлебокомбинат; обратно — тем же маршрутом                                                                                       | 2                                |                     |
| 6  | КДП — Автовокзал — пр. Мира — ул. Луначарского — ООТ «пр. России» — ул. 60 лет Октября — ООТ «ПМК» — проходная ЗМУ; обратно — тем же маршрутом                    | 17                               | 6Б, 6П, 6Ю, 60, 60В |
| 9  | КДП — Автовокзал — пр. Мира — ул. Ленина — ул. 60 лет Октября — ул. Володарского — ул. Юбилейная — ООТ «Гарь» — 9 садоводство; обратно — тем же маршрутом         | 5                                | 9а                  |
| 10 | КДП — Автовокзал — пр. Мира — ул. Ленина — ООТ «ПМК» — проходная ЗМУ; обратно — тем же маршрутом                                                                  | 3                                |                     |
| 11 | КДП — Автовокзал — пр. Мира — ул. Луначарского — ООТ «пр. России» — ул. 60 лет Октября — ООТ «Цепели»; обратно — тем же маршрутом                                 | 1                                |                     |

Завершение её строительства связывают с планируемым посещением КЧХЗ Н. С. Хрущёвым.
В настоящее время в городе сложилась удобная система частного такси.
В черте города функционирует Каринская узкоколейная железная дорога, связывающая основную часть города с расположенным за Чепцой микрорайоном Каринторф. Прекращение пассажирского железнодорожного движения по этой дороге планировалось к 1 июля 2012 года, однако движение сохранено до момента строительства автодорожного моста через Чепцу, который в существующем понтонном исполнении не может использоваться в период паводка (примерно 2 месяца в году). В 2019 году УЖД перешла в собственность АНО «Музей железной дороги», с развитием программы тематического туризма.

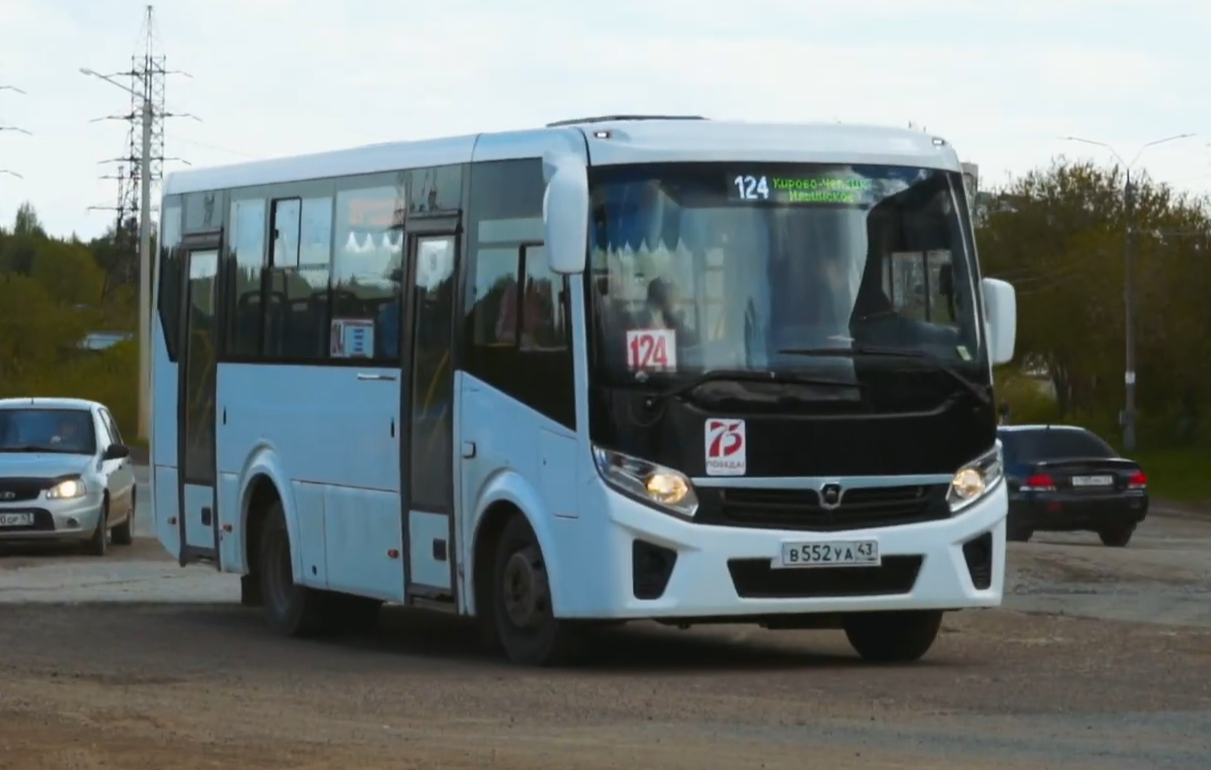
Городской автобус
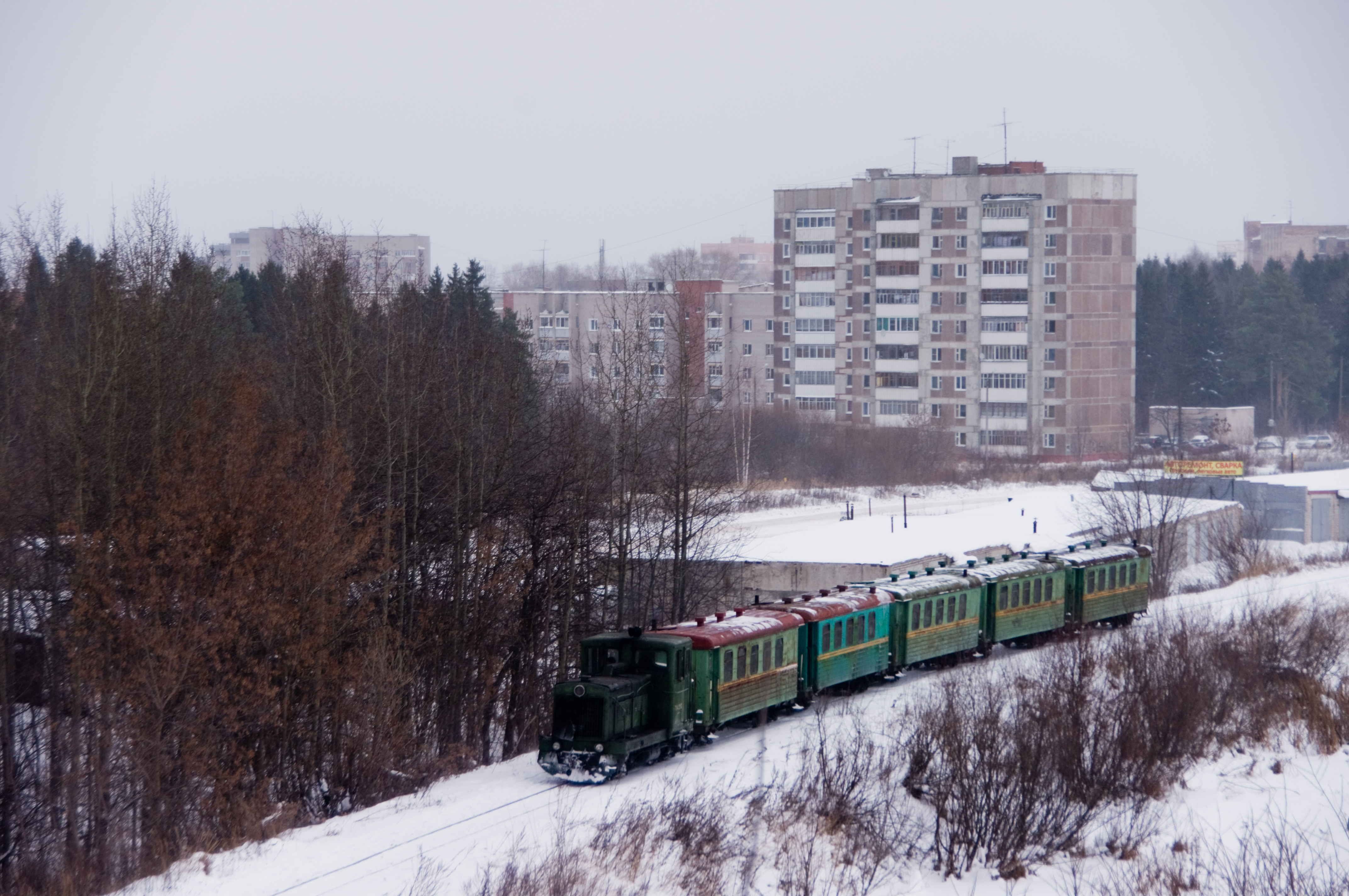
Пассажирский поезд Каринской УЖД.
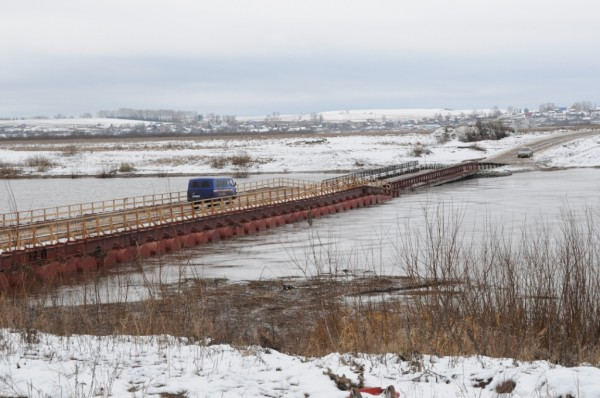
Понтонный мост через реку Чепца.

#### Грузовые автоперевозки
В городе существует большое количество компаний и индивидуальных предпринимателей, оказывающих услуги по перевозке грузов.
- ООО «Управление автомобильного транспорта КЧХК» (ООО «УАТ КЧХК») — крупнейшее транспортное предприятие города и одно из крупнейших в регионе, осуществляет перевозку ординарных, опасных и технологических грузов, транспортно-экспедиционное обслуживание, немаршрутные пассажирские перевозки, предоставление услуг специализированного технологического транспорта[158].
- УМиАТ ОАО «КЧУС» (Управление механизации и автомобильного транспорта) — структурное подразделение Кирово-Чепецкого управления строительства[159].

#### Железнодорожный транспорт
Железнодорожное сообщение осуществляется через грузовую станцию Чепецкая Кировского региона Горьковской железной дороги, к которой подходит однопутная электрифицированная линия длиной 10,9 км от Северного обхода Транссибирской магистрали (на перегоне Лянгасово — Яр, между станциями Мутница, 982,2 км и Бумкомбинат, 992,9 км).
Ближайшая станция с возможностью посадки на поезда дальнего следования находится в областном центре (в 42 км).
Ближайшие станции с возможностью посадки на пригородные поезда и электропоезда:
- Киров-Котласский (в 42 км) — следующие до Пинюга, Котласа, Опарино и Лузы;
- Бумкомбинат (в 8 км) и Просница (в 20 км) — следующие до Кирова (на запад) и до Балезино, Верхнекамской и Казани (на восток).

## Пенитенциарная система
Одной из составляющих экономики города являются несколько учреждений пенитенциарной системы. Их появление было обусловлено массовым использованием труда заключённых на строительстве города в советский период вплоть до 1980-х годов. В настоящий момент их лимит наполнения составляет несколько тысяч человек:
- Исправительная колония № 5 (общего режима), лимит наполнения 1540 человек[161];
- Исправительная колония № 11 (строгого режима), лимит наполнения 1510 человек[162];
- Лечебно-исправительное учреждение № 12 (колония для осуждённых, больных активной формой туберкулёза), лимит наполнения 1020 человек[163];
- Колония-поселение № 21[164].

## Культура и искусство

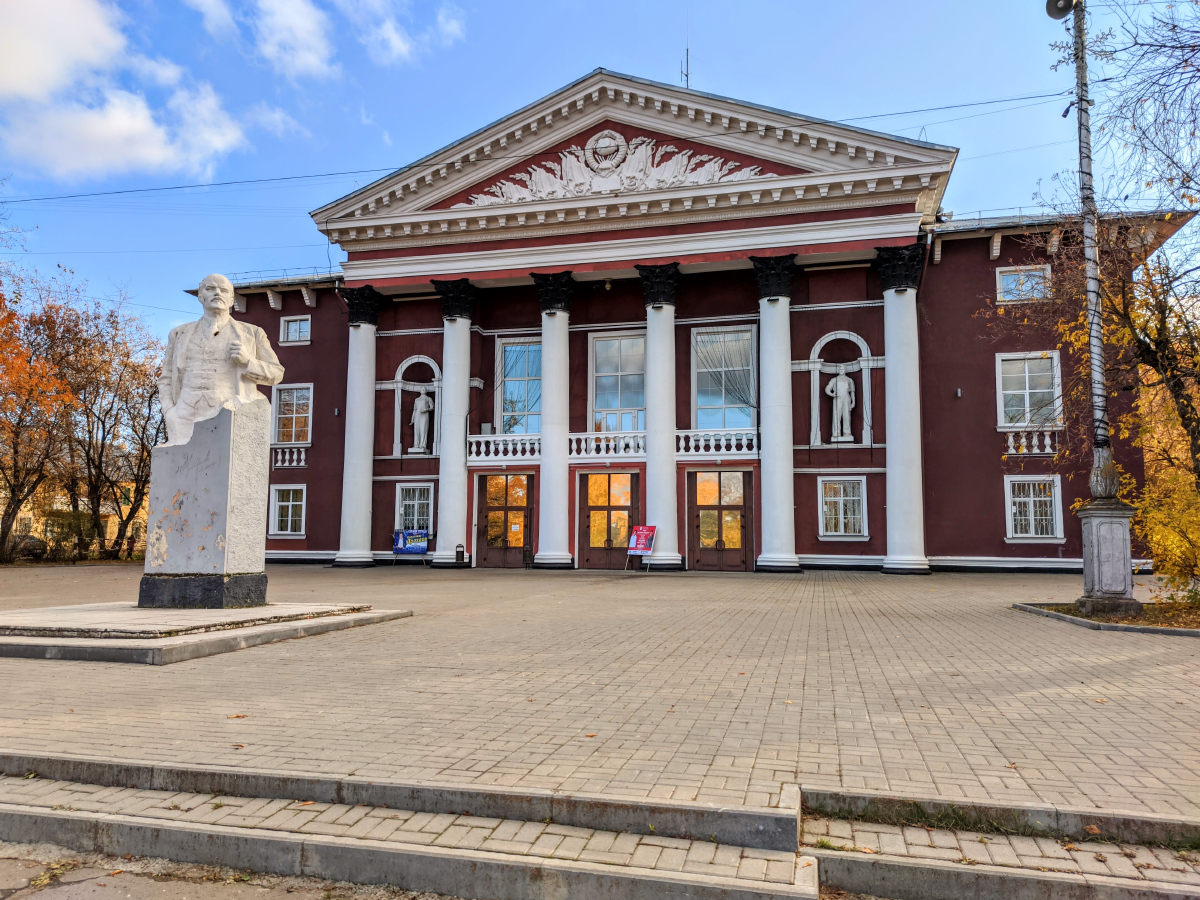
Дом культуры

### Развитие учреждений культуры
Первым светским учреждением культуры в селе Усть-Чепца стала открытая 30 ноября 1914 года библиотека-читальня. В 1916 году в Усть-Чепецком мужском начальном училище состоялся первый спектакль — была показана пьеса А. Н. Островского «Не так живи, как хочется», вырученные средства пошли «в пользу детей запасных чинов, призванных на войну».
15 мая 1939 года открылся клуб со зрительным залом на 450 мест, впоследствии получивший название «Заря» (закрыт в 1964 году).
В декабре 1948 года художественная часть книжного фонда библиотеки завода 752 была передана в ведение профкома, что сделало её общедоступной и заложило основу библиотечного дела в городе. В 1952 году библиотека разместилась в Дворце культуры химиков, а в 1968 году — переведена в новый городской район. Ныне это Гуманитарный центр (библиотека) имени Н. Островского.
В ноябре 1952 года был открыт Дворец культуры химиков, с 1961 года получивший название «Дружба», ставший центром самодеятельного художественного творчества жителей города и его концертной площадкой. Одним из первых постоянных коллективов дворца стал духовой оркестр, в разные годы руководимый Алексеем Васильевичем Хитриным, Михаилом Захаровичем Черпаком, Алексеем Михайловичем Скорбом. В 1953 году на площади у дворца культуры впервые состоялись митинг и демонстрация в честь 1 Мая. В 2016 году ДК «Дружба» был реорганизован в Культурно-обучающую ассоциацию «Дружба».
В августе 1953 года при дворце культуры начал работать драматический кружок. Большой вклад в становление театрального коллектива, в 1969 году получившего звание народного, внесли супруги Леопольд Васильевич и Галина Ивановна Глейзер. В 1975 году театр возглавила Светлана Николаевна Свежакова, под руководством которой народный театр «Современник» создавал и питал театральную среду в городе. В 1989 году для театра-студии «Современник» был построен театральный зал с комплексом помещений в новом здании на улице 60 лет Октября (микрорайон Южный).
10 апреля 1954 года открылась новая библиотека, впоследствии — центральная городская, ныне — Городская публичная библиотека имени Д. С. Лихачёва.
В сентябре 1957 года начала работать детская библиотека, в 1967 году получившая имя С. Я. Маршака.
В июне 1960 года создан клуб фотолюбителей под председательством Алексея Григорьевича Шишова, впоследствии получивший название «Двуречье». Долгие годы клубом руководил Валентин Георгиевич Царьков.
25 августа 1960 года был открыт для посетителей Кирово-Чепецкий краеведческий музей, первым директором стал Николай Антонович Соболев.
26 апреля 1962 года при Дворце культуры начинает работать киностудия «Звезда», основателем и первым руководителем которой стал Николай Захарович Чернов. В 1977 году киностудия получила звание народной. В последующие годы студией руководили Анатолий Александрович Налётов (с 1979 года) и Александр Аркадьевич Дресвянников (с 1988 года). В архиве студии хранятся уникальные киноматериалы, позволяющие увидеть Кирово-Чепецк на протяжении всех лет его истории. В 1994 году студия была закрыта, но спустя 4 года была возрождена как творческое объединение «Новая звезда», которым руководит Александр Михайлович Акатьев.
В 1963 году начал работать кинотеатр «Восток», украшением которого и достопримечательностью города на протяжении десятилетий являлись уникальные афиши, создаваемые художником-оформителем Игорем Дмитриевичем Сизовым. Директор Людмила Ивановна Тропина смогла сделать кинотеатр не только местом демонстрации фильмов, но и выставочным залом, и центром работы киноклуба «Встреча» под руководством киноведа Александра Ивановича Мальцева, где любители киноискусства знакомились с шедеврами кинематографа.
В декабре 1965 года при редакции районной газеты «Кировец» создан литературный клуб «Поиск», первым руководителем которого стал Владислав Владимирович Пластинин. В настоящее время литклуб работает при Гуманитарном центре (библиотеке) имени Н. Островского, которая издала серию библиографических указателей о творчестве Е. Л. Жуйкова, Н. П. Сластникова, Л. С. Нелюбиной, С. Ф. Иванова, П. Д. Бармина, О. П. Шаткова, В. Н. Чиркова, С. А. Чарушина. В разные годы членами Союза писателей России стали Валерия Аркадьевна Ситникова (Клебанова), Евгений Леонидович Жуйков, Николай Павлович Сластников, Олег Петрович Шатков.
В сентябре 1974 года библиотеки города были объединены в единую централизованную библиотечную систему.
В 1976 году при районном Доме культуры был создан ансамбль бальных танцев «Аэлита», бессменным руководителем которого является Галина Николаевна Широкова. С 1991 года местом его нахождения стал ДК «Дружба», в 1996 году ансамбль вступил во Всероссийскую Ассоциацию спортивных бальных танцев и ныне является танцевально-спортивным клубом в составе ансамбля бального танца, студии бального танца и школы бального танца для начинающих.
В 1985 году был введён в строй Дворец культуры строителей «Янтарь», перед зданием которого появился первый городской фонтан со скульптурной композицией «Слияние рек» (автор — ленинградский скульптор Анатолий Александрович Киселёв). Через два года открылась вторая, спортивная очередь этого культурно-спортивного комплекса. В настоящее время ДК «Янтарь» передан в собственность Кирово-Чепецкого района и является районным культурным центром.
В 1986 году при районном доме культуры был создан ансамбль русской песни и народных инструментов «Вятушка» под руководством Александра Сергеевича Левицкого.
В апреле 1991 года был открыт городской центр культуры и досуга. Его первым руководителем стал Вячеслав Михайлович Вакуленко.
В феврале 1994 года прошла первая встреча историко-культурного и литературно-художественного салона «Талисман».
26 декабря 2015 года был открыт построенный по федеральной программе Центр культурного развития города Кирово-Чепецка.
В 2019 году победу на всероссийском конкурсе православных спектаклей в рамках проведения Года театра третье место занял спектакль «Медведь и настоятель», поставленный самодеятельной студией, организованной отбывающими наказание в ИК-5 (руководитель — заслуженный работник культуры РСФСР Андрей Маратович Панченко).

### Городские учреждения культуры
- Централизованная библиотечная система города была создана в сентябре 1974 года. Библиотечные фонды включают около 450 тысяч единиц хранения, включая 10 тысяч уникальных изданий по краеведению[191]. Сейчас это муниципальное автономное учреждение культуры, в состав которого входят[192]:

 — Центральная городская библиотека имени Н. Островского;
 — Городская публичная библиотека имени Д. С. Лихачёва;
 — Детская библиотека имени С. Я. Маршака;
 — Детская библиотека имени Е. Чарушина;
 — библиотеки-филиалы № 7 (семейного чтения), № 3, № 5 (детская);
 — Библиотека микрорайона Каринторф.
- Музейно-архивный центр создан в 2016 году на основе открытого 25 августа 1960 года на общественных началах краеведческого музея. Фонды музея насчитывают около 15 тысяч единиц хранения. Музей изучает историко-культурное наследие, издаёт каталоги коллекций, методические пособия, материалы научных конференций[177][193][194]. В 2016 году с музейно-выставочным центром города Кирово-Чепецка был объединён городской архив, с созданием муниципального казённого учреждения культуры «Музейно-архивный центр»[173].
- Городской центр культуры и досуга был открыт в 1991 году и с самого начала стал организатором основных городских праздников и массовых мероприятий. ГЦКиД является не только организатором самодеятельного вокального и танцевального творчества, но и центром творческого объединения мастеров народных промыслов и рукоделий[195].

## Средства массовой информации
Печатные СМИ
- «Кировец», информационно-аналитическая газета, издаётся с 1931 года[196][197] (имела статус официального издания). Выпуск приостановлен 30.10.2015 года;
- «Вперёд», бесплатная газета, издаётся с 1957 года[196][197];
- «Твоя газета», газета ассоциации кабельного телевидения, издаётся с 1990 года[196][198];
- «НАШ ГОРОД Кирово-Чепецк», общественно-политическая газета[199];
- «ProГород Кирово-Чепецк», бесплатная газета, издаётся с 2009 года[198];
- «Информационный бюллетень органов местного самоуправления муниципального образования „Город Кирово-Чепецк“ Кировской области», издаётся с 2009 года;
- «Городской коммерческий вестник», бесплатная газета, издаётся с 2010 года; выпуск остановлен.
- «Газета Начало», бесплатная газета, издаётся с 2011 года.

Электронные СМИ
- Кабельное телевидение «АКТВ» (Ассоциация кабельного телевидения), осуществляющее телевещание и его видеопортал «AKTV.ru»[196][200][201];
- Городской информационный портал «Чепецк. РУ»[202];
- Городской информационный портал «Чепецк-Ньюс»[199];
- Городской информационный портал «Город Ч.»[203].

## Религиозная жизнь
Для жителей понизовья Чепцы традиционными религиями являются православие, преобладающее у русского населения, и ислам суннитского направления, распространённый у каринских татар. Если вопрос о строительстве в городе мечети находится в процессе рассмотрения, то православные верующие получили в конце 1980-х годов возможность восстановить полноценную религиозную жизнь.
Также в городе действуют религиозные общины евангелистских христиан-баптистов; также, до признания в 2017 году экстремистской, действовала община свидетелей Иеговы.

### Православная церковь

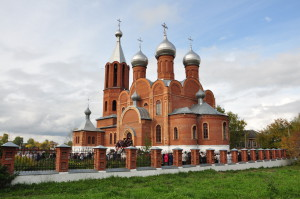
Всехсвятская церковь

Обращение в горисполком от верующих жителей города о регистрации православной общины состоялось в год тысячелетия Крещения Руси — 25 февраля 1988. Положительное решение о её регистрации и отводе земельного участка под церковь было принято только после вмешательства Совета по делам религий при СМ СССР. 18 августа 1988 настоятель храма протоиерей Николай Федько обратился к епископу Вятскому и Слободскому Хрисанфу о благословении «совершения малого освящения и служение молебнов и панихид» в здании, реконструируемом из жилого деревянного барака. Благословение вскоре было получено, а 11 декабря во Всехсвятской церкви была совершена первая Божественная Литургия. 2 июля 1989 на крутом берегу Вятки, вблизи места нахождения разрушенной в 1930-е годы сельской церкви Рождества Пресвятой Богородицы состоялась закладка каменного храма.
1 октября 1990 года на базе Художественной школы о. Николаем Федько и секретарём Епархиального управления о. Валентином Чаплиным была открыта первая в области православная Воскресная школа для детей, директором которой стал В. А. Дубовцев.
3 октября 1994 город с пастырским визитом посетил Патриарх Московский и всея Руси Алексий Второй, поднявшийся на строящийся храм, и выступивший с амвона действовавшей церкви со словами:
С этого малого храма возродилась религиозная жизнь в городе. Здесь и по сей день в стеснённых условиях вы собираетесь на молитву. Теперь вы поставили перед собой задачу построить новый храм. Храмы на Руси всегда возводились всем миром, и это почиталось святым делом. Я от души желаю, чтобы помощь Божия сопутствовала вам.
До своей кончины в 2013 году настоятелем Всехсвятского храма и благочинным для общин нескольких районов области оставался митрофорный протоиерей Николай Федько. За 25 лет его церковного служения в Кирово-Чепецке была построена Всехсвятская церковь, открыт Свято-Никольский женский монастырь, освящены церкви во имя Святых Равноапостольных Кирилла и Мефодия, Великомученика и Целителя Пантелеимона, появились домовая церковь в доме-интернате для престарелых и инвалидов, освящённая в честь иконы Божией Матери «Всех Скорбящих Радость», церковь Анастасии Узорешительницы в одной из исправительных колоний и молельные комнаты во всех остальных, близко к завершению строительство церкви во имя Святого Благоверного князя Александра Невского. В 2010 году священнослужитель Николай Иванович Федько стал Почётным гражданином города Кирово-Чепецка.
В городе действуют несколько приходов и общин РПЦ, входящих в Кирово-Чепецкое благочиние Вятской и Слободской епархии:
- Церковь Всех Святых, в земле Российской просиявших, центральный храм Кирово-Чепецкого благочиния. Престольные праздники — 8 (21) сентября и второе воскресение по Пятидесятнице. Престол нижнего храма освящён в 1997 году, верхнего — в 2001 году[209].
- Приход Николая Чудотворца. Бывший Свято-Никольский женский монастырь, открытый в августе 2004 года[210]. 19 декабря того же года была освящена его домовая церковь в честь Великорецкой иконы Николая Чудотворца[211]. В конце 2015 года митрополитом Марком было принято решение на базе монастырской общины открыть приход в честь Николая Чудотворца[212].
- Церковь Святых Равноапостольных Кирилла и Мефодия, учителей Словенских, в молодёжном православном центре Кирово-Чепецка. Освящена 6 января 2005 года. Престольные праздники 14 (27) февраля и 11 (24) мая[209].
- Церковь Анастасии Узорешительницы в исправительной колонии № 11.
- Церковь в честь иконы Божией Матери «Всех Скорбящих Радость» — домовая церковь кирово-чепецкого дома-интерната для престарелых и инвалидов. Освящена в 1991 году. Престольный праздник — 25 октября (6 ноября)[209].
- Церковь Великомученика и Целителя Пантелеимона в микрорайоне Каринторф. Освящена осенью 2000 года. Престольный праздник 27 июля (9 августа)[211].
- Церковь Святого Благоверного князя Александра Невского (строящаяся). Закладной камень освящён 8 марта 2009 года, 4 декабря того же года воздвигнут купол с главным крестом[209].

### Евангельские христиане-баптисты
- Церковь благодати Иисуса Христа.

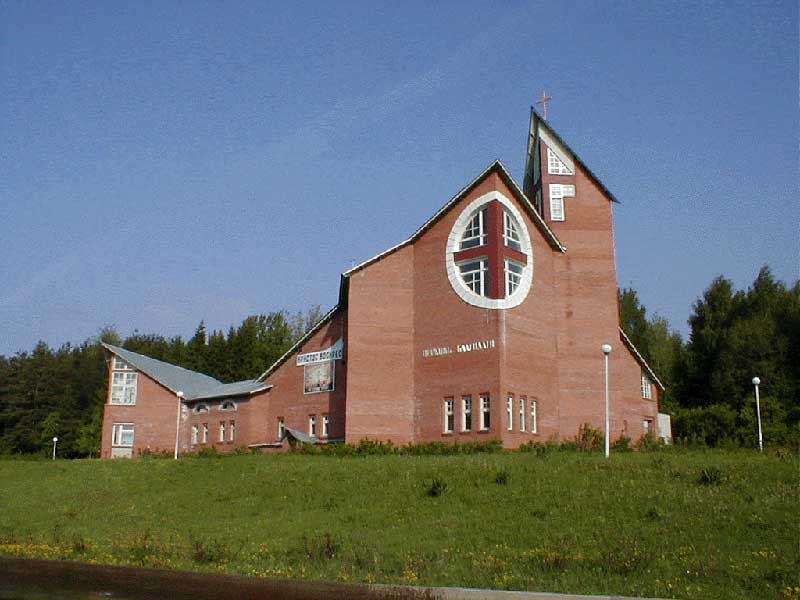
Церковь Благодати ЕХБ

Первая проповедь евангельских христиан-баптистов состоялась в марте 1991 года в ДК «Янтарь». Потом назначались встречи на квартирах, затем — богослужения, сначала в помещении «красного уголка» в одном из ЖЭКов, вскоре — в ДК «Дружба». Пастырем общины стал Анатолий Борисович Олейник.
28 ноября 1992 года состоялось освящение места для постройки молитвенного дома. Спустя четыре года храм открыл двери для прихожан. Здание церкви на улице Сосновой внешним обликом разительно отличается от православных храмов. Проект двухэтажного сооружения из красного кирпича выполнен архитекторами из Санкт-Петербурга.

## Здравоохранение

### Центральная районная больница

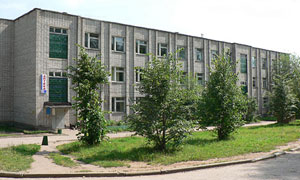
Поликлиника ЦРБ

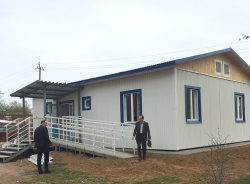
Поломский ФАП

Кирово-Чепецкая центральная районная больница (КОГБУЗ «Кирово-Чепецкая ЦРБ») осуществляет лечебно-профилактическое обслуживание жителей города Кирово-Чепецка и Кирово-Чепецкого района.
Возникновение ЦРБ относится к 1935 году, когда при строительстве ТЭЦ появился фельдшерско-акушерский пункт. Вслед за ним в 1936 году была открыта врачебная амбулатория (первый врач появился в 1939 году). По окончании строительства с 1942 года больница была передана в ведение района, а с 12 января 1965 года именуется «Кирово-Чепецкая центральная районная больница». С 1952 по 1976 годы больницу возглавляла Н. А. Сачкова, в числе первых получившая звание почётного гражданина города.
Кирово-Чепецкая ЦРБ в своём составе имеет поликлинику на 415 посещений в смену и стационар на 280 коек. В целом в ЦРБ оказывают медицинскую помощь врачи 33 специальностей. Высшую категорию имеют 27 % врачей.
Кроме центральных отделений, расположенных в городе, работа осуществляется в удалённых подразделениях в населённых пунктах района: нескольких участковых больницах, амбулаториях и фельдшерско-акушерских пунктах (ФАПах).
| - Поликлиника - Хирургическое отделение | - Родильное отделение - Терапевтическое отделение | - Детское отделение - Неврологическое отделение | - Инфекционное отделение - Ключевский ФАП |

Просницкая участковая больница:
| - Поломский ФАП - Чувашёвский ФАП | - Селезнёвский ФАП - Мало-Коныпский ФАП | - Максаковский ФАП |

Филипповская участковая больница:
- Марковский ФАМ

Кстининская участковая больница:
| - Бурмакинский ФАП - Дресвяновский ФАП | - Машковский ФАП - Звеневский ФАП | - Фатеевский ФАП |

- Пасеговская амбулатория
- Каринторфская амбулатория
- Каринская амбулатория
  - Ардашевский ФАП

### МСЧ № 52 ФМБА России

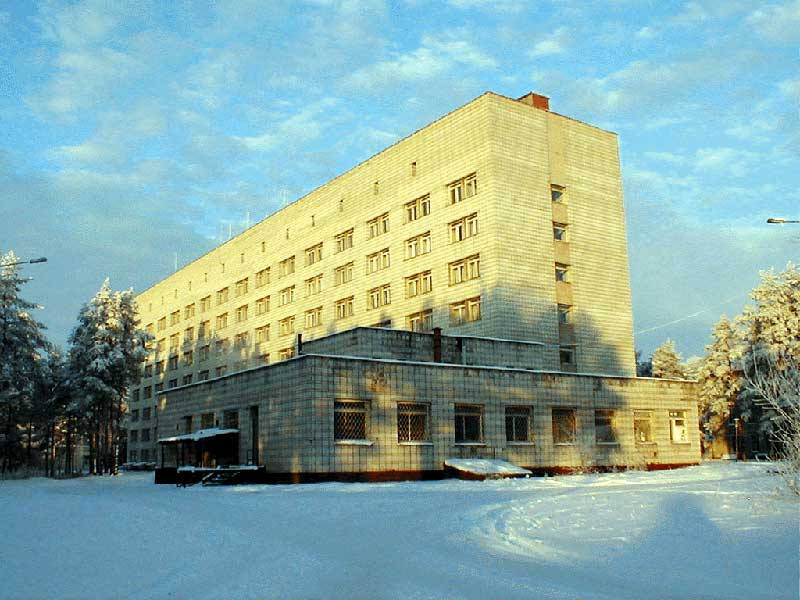
Лечебный корпус МСЧ № 52

Федеральное бюджетное учреждение здравоохранения «Медико-санитарная часть № 52» Федерального медико-биологического агентства (ФБУЗ МСЧ № 52 ФМБА России) было создано 12 июня 1948 года приказом Министерства здравоохранения СССР как медико-санитарная часть завода № 752. Первым её начальником стал Степан Константинович Фоминов. 23 апреля 1951 года переименована в Медико-санитарную часть № 52.
Особые условия труда на химическом производстве предполагали повышенное внимание к созданию системы квалифицированной лечебной помощи и профилактики заболеваний среди рабочих, к оперативному реагированию в условиях чрезвычайных ситуаций.
МСЧ № 52 — крупное, многопрофильное, хорошо оснащённое лечебно-диагностической аппаратурой учреждение. Оно представлено 10 корпусами, в которых размещены 11 стационарных и 12 диагностических подразделений. Стационар рассчитан на 320 коек. Поликлинику могут посетить более 1100 пациентов за смену и обратиться к докторам по 25 врачебным специальностям.
В МСЧ № 52 трудятся около 250 врачей и 600 сотрудников со средним медицинским образованием, в числе которых три кандидата медицинских наук. Высшую медицинскую категорию имеют 51 врач и 31 медработник среднего звена. За годы существования медсанчасти 203 сотрудника награждены орденами и медалями за трудовое отличие, 98 являются отличниками здравоохранения. Почти 40 лет (1955—1993) в МСЧ № 52 работал цеховой врач Л. М. Овчинников, удостоенный в 1978 году звания Героя Социалистического Труда.
За период с 1972 по 2014 годы проведено 34 конференции, врачами выполнено 306 научно-практических работ и множество изысканий, посвящённых изучению специфики воздействия профессиональных факторов на организм человека.
В 2003—2006 годах в МСЧ № 52 было создано новое структурное подразделение, обслуживающее работников Марадыковского химического арсенала.

### Стоматологическая поликлиника
Кирово-Чепецкая городская стоматологическая поликлиника (КОГБУЗ КЧГСП) была открыта 1 декабря 1963 года. Из небольшого отделения на 3 рабочих места поликлиника превратилась в современное лечебно-профилактическое учреждение, занимающееся также профилактической санацией среди организованных детских коллективов.

### Плазмоцентр
Кирово-Чепецкий плазмоцентр (филиал ФГБУ «РМНПЦ „Росплазма“ ФМБА России») начал работу 3 августа 2007 года и стал первым в стране центром, обеспечивающим сбор донорской плазмы крови для изготовления на её основе препаратов крови. Это высокотехнологичное учреждение, осуществляющее процесс заготовки плазмы методом автоматического плазмафереза. Более 2 тысяч жителей города и района стали активными донорами плазмы крови.

## Наука и образование

### Образование
Профессиональное образование представлено в городе тремя учреждениями среднего и одним — начального профессионального образования.
Муниципальная система учреждений образования состоит из:
- 15 общеобразовательных учреждений (2 гимназии, 2 лицея, образовательный центр, 9 общеобразовательных школ и межшкольный учебный комбинат);
- 8 учреждений дополнительного образования (кроме них, имеются две частных организации);
- 23 учреждения дошкольного образования.

### Наука
В городе отсутствуют научные учреждения, подведомственные РАН (или её предшественникам). При этом многие производства, создаваемые на КЧХК, были новыми не только для завода, но и для страны в целом, поэтому требовали аналитического и исследовательского сопровождения. Среди первых объектов, включённых в перечень обязательных к пуску при организации на заводе производств фтористого водорода, фтора и гексафторида урана, была Центральная заводская лаборатория (ЦЗЛ). Начало её работы относится к апрелю 1949 года, исследовательский сектор был создан 2 января 1950 года. Первыми работами, выполненными в ЦЗЛ, стали исследования коррозии различных материалов в производстве фтористого водорода, работа по замене серебра для катода в производстве фтора, по подбору условий переработки сырья в производстве гексафторида урана и по изучению распределения урана в технологическом переделе.
13 мая 1953 года начальником ЦЗЛ был назначен Абрам Львович Гольдинов. Под его руководством в ЦЗЛ были решены сложные научно-технические задачи в различных областях химической технологии: неорганической химии, органических производств, полимерной технологии, электрохимического производства, тонкой органической химии. Структурно в ЦЗЛ были созданы лаборатории неорганического синтеза, органического синтеза, электрохимии, высокомолекулярных соединений, коррозионных исследований. В архивах КЧХК находятся более 800 отчётов по работам, выполненным ЦЗЛ в этот период (из них более 400 в закрытом фонде).
Большое значение получили разработанные в ЦЗЛ в конце 1950-х — начале 1960-х годов методы газохроматического анализа. Предложенная и отработанная под руководством ЦЗЛ в начале 1970-х годов азотнокислотная схема получения минеральных удобрений позволила избежать образования ежегодно до полутора миллионов тонн твёрдых отходов, а разработанная экспресс-методика определения термической стабильности сложных удобрений позволила исследовать десятки образцов удобрений различного состава для выработки рекомендаций по технологиям их производства.
Другим направлением научной деятельности с середины 1960-х годов стали работы медицинской тематики: разработка первых отечественных искусственных клапанов сердца, аппаратов искусственного кровообращения, искусственного желудочка сердца, автономного искусственного сердца. В 1966 году в составе КЧХК было организовано Особое конструкторское бюро медицинской тематики, в 1975 году преобразованное в СКБ МТ.

## Спорт

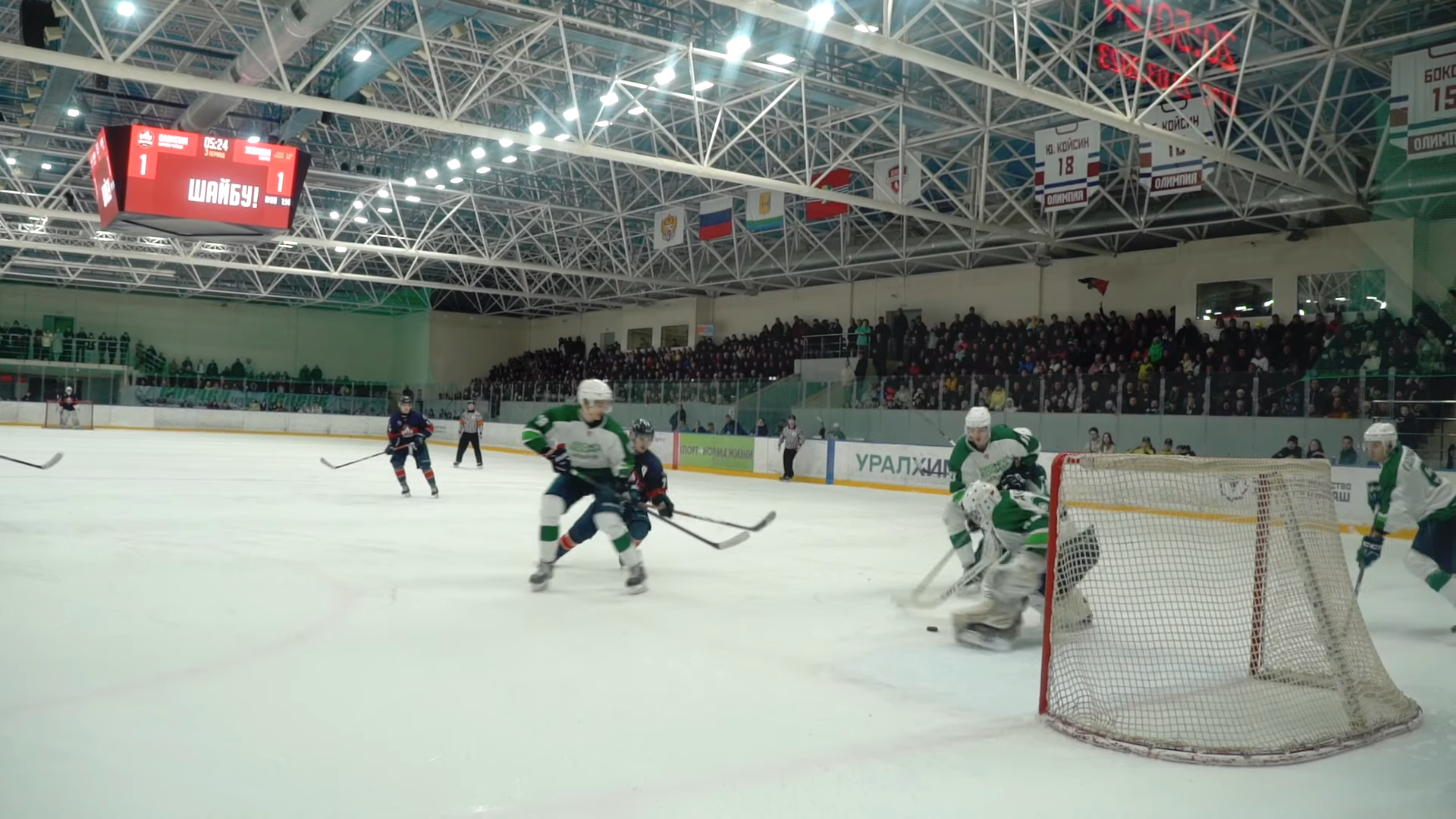
Стадион «Олимп-Арена»

Город имеет развитую инфраструктуру спортивных сооружений и спортивного образования.
Развитие физической культуры в Кирово-Чепецке связано с созданием в крупнейших трудовых коллективах города физкультурно-спортивных организаций, в дальнейшем оформившихся в добровольно-спортивные общества: ДСО «Энергия» (ТЭЦ), ДСО «Строитель» (управление строительства) и ДСО «Химик» (химический завод). В 1962 году звание мастера спорта СССР, первым среди спортсменов города, завоевал лыжник И. Н. Работинский.
10 ноября 1964 года Всесоюзным Советом ДСО профсоюзов коллективу ДСО «Химик» было присвоено звание спортивного клуба (первому в Кировской области и одному из первых в стране), получившего название «Олимпия».

### Издания об истории Кирово-Чепецкого химического комбината
- Уткин В. В. Завод у двуречья. Кирово-Чепецкий химический комбинат: строительство, развитие, люди. — Киров: Дом печати — Вятка, 2004. — Т. 1 (1938—1946). — 64 с. — 1000 экз. — ISBN 5-85271-162-4.
- Уткин В. В. Завод у двуречья. Кирово-Чепецкий химический комбинат: строительство, развитие, люди. — Киров: Дом печати — Вятка, 2005. — Т. 2 (1947—1953). — 160 с. — 1000 экз. — ISBN 5-7476-0008-7.
- Уткин В. В. Завод у двуречья. Кирово-Чепецкий химический комбинат: строительство, развитие, люди. — Киров: Дом печати — Вятка, 2006. — Т. 3 (1954—1971). — 240 с. — 1000 экз. — ISBN 5-85271-250-7.
- Уткин В. В. Завод у двуречья. Кирово-Чепецкий химический комбинат имени Б. П. Константинова: строительство, развитие, люди. — Киров: Дом печати — Вятка, 2007. — Т. 4 (1973—1992), часть 1. — 144 с. — 1000 экз. — ISBN 978-5-85271-293-6.
- Логинов Н. Д. Завод минеральных удобрений. Кирово-Чепецкий химический комбинат имени Б. П. Константинова: строительство, развитие, люди. — Киров: Дом печати — Вятка, 2007. — Т. 4 (1973—1997), часть 2. — 224 с. — 1000 экз. — ISBN 978-5-85271-291-2.
- Логинов Н. Д. Завод минеральных удобрений. Кирово-Чепецкий химический комбинат имени Б. П. Константинова: строительство, развитие, люди. — Киров: Дом печати — Вятка, 2007. — Т. 4 (1973—1997), часть 3. — 112 с. — 1000 экз. — ISBN 978-5-85271-302-5.

### Книги о почётных гражданах города
- Батюшка: Жизнь и служение протоирея Николая Федько на Вятской земле / Кузнецова И. А. (ред.). — Киров: Кировская областная типография, 2015. — 320 с. — (Почётные граждане г. Кирово-Чепецка). — 200 экз. — ISBN 978-5-498-00335-1.
- Борис Петрович Зверев. Человек-эпоха / Прокашев В. Н. (сост.). — Киров: ВЕСИ, 2015. — 186 с. — 200 экз. — ISBN 978-5-4338-0213-1.
- Будем помнить! Это книга о людях, чьи жизнь и дела останутся в памяти поколений / Кузнецова И. А. (ред.). — Киров: Кировская областная типография, 2015. — 377 с. — (Почётные граждане г. Кирово-Чепецка). — 200 экз. — ISBN 978-5-498-00337-5.
- Быль и легенда города: Яков Филимонович Терещенко / Кузнецова И. А. (ред.). — Киров: Радуга-ПРЕСС, 2014. — 266 с. — (Почётные граждане г. Кирово-Чепецка). — 200 экз. — ISBN 978-5-906544-46-9.
- Дорогами жизни / Кузнецова И. А. (ред.). — Киров: Лобань, 2013. — 247 с. — 130 экз.
- От призвания — к признанию: Нина Николаевна Глызина, Юрий Васильевич Попов и Мина Бабаевна Царёва / Куклина Е. Н. (ред.), Вахрушева Л. Е. (ред.). — Киров: Кировская областная типография, 2023. — 198 с. — (Почётные граждане г. Кирово-Чепецка). — 200 экз. — ISBN 978-5-498-00989-6.
- Подвижники культуры: Георгий Иванович Бобко и Леонид Тимофеевич Брылин / Кузнецова И. А. (ред.). — Киров: Радуга-ПРЕСС, 2014. — 348 с. — (Почётные граждане г. Кирово-Чепецка). — 200 экз. — ISBN 978-5-906544-65-0.
- Путь к мечте: Юрий Николаевич Калинин / Куклина Е. Н. (ред.), Вахрушева Л. Е. (ред.). — Киров: Кировская областная типография, 2019. — 223 с. — (Почётные граждане г. Кирово-Чепецка). — 200 экз. — ISBN 978-5-498-00663-5.
- Тренер стреляющих лыжников: Иван Петрович Родыгин / Куклина Е. Н. (ред.), Вахрушева Л. Е. (ред.). — Киров: Кировская областная типография, 2020. — 192 с. — (Почётные граждане г. Кирово-Чепецка). — 200 экз. — ISBN 978-5-498-00335-1.
- Человек и город: судьба на двоих. Лев Иванович Князьков / Куклина Е. Н. (ред.), Вахрушева Л. Е. (ред.). — Киров: Кировская областная типография, 2021. — 208 с. — (Почётные граждане г. Кирово-Чепецка). — 200 экз. — ISBN 978-5-498-00847-9.
- Макарычев М. А. Александр Мальцев / предисл. Р. Г. Нургалиева. — М.: Молодая гвардия, 2010. — 367 с. — (ЖЗЛ: Биография продолжается). — 5000 экз. — ISBN 978-5-235-03393-1.